# Wandmalerei

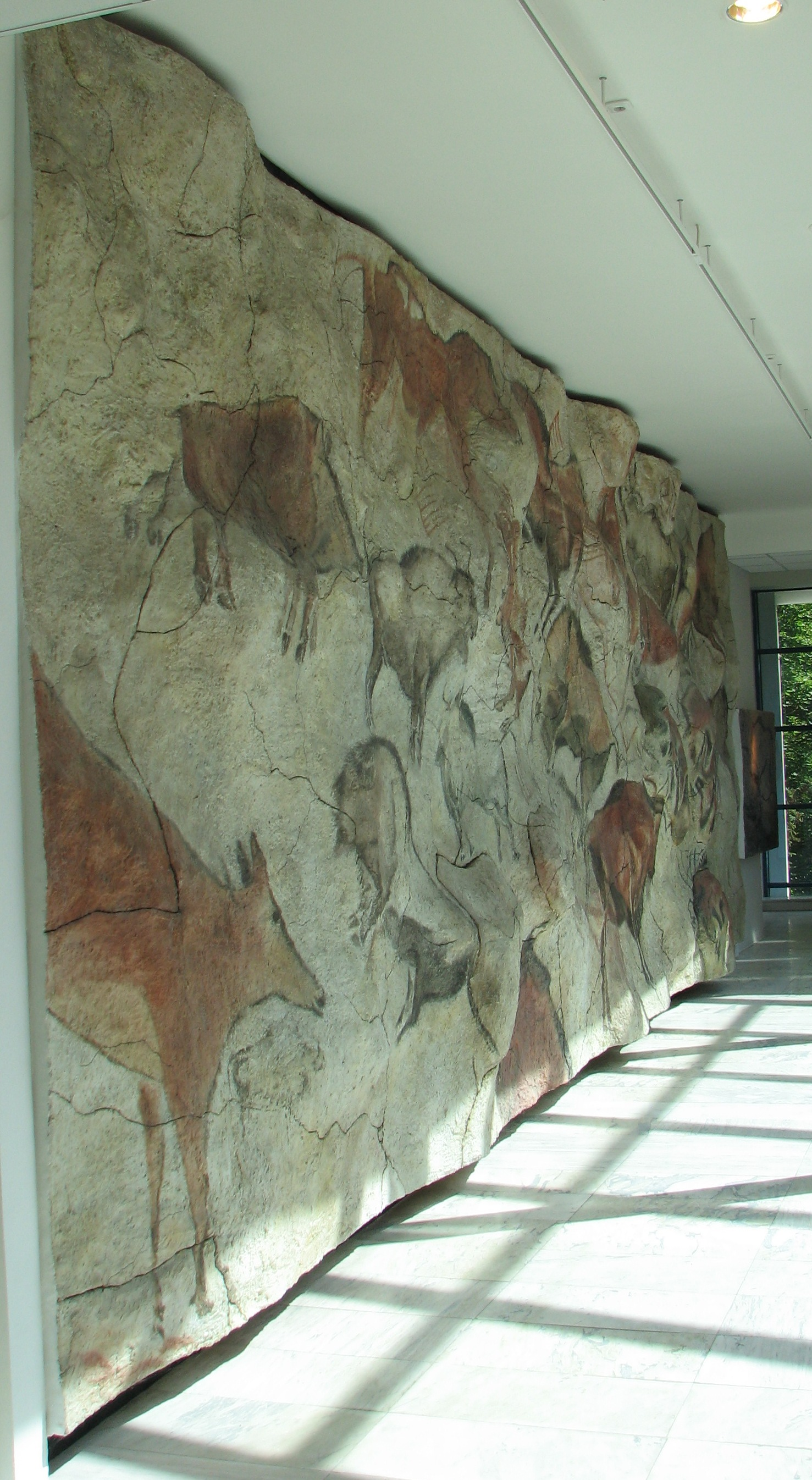
Prähistorische Höhlenmalerei, Altamira Spanien, um 16000 v. Chr. Modell im Anthropos-Pavillon des Mährischen Landesmuseums in Brno (Brünn), Tschechien

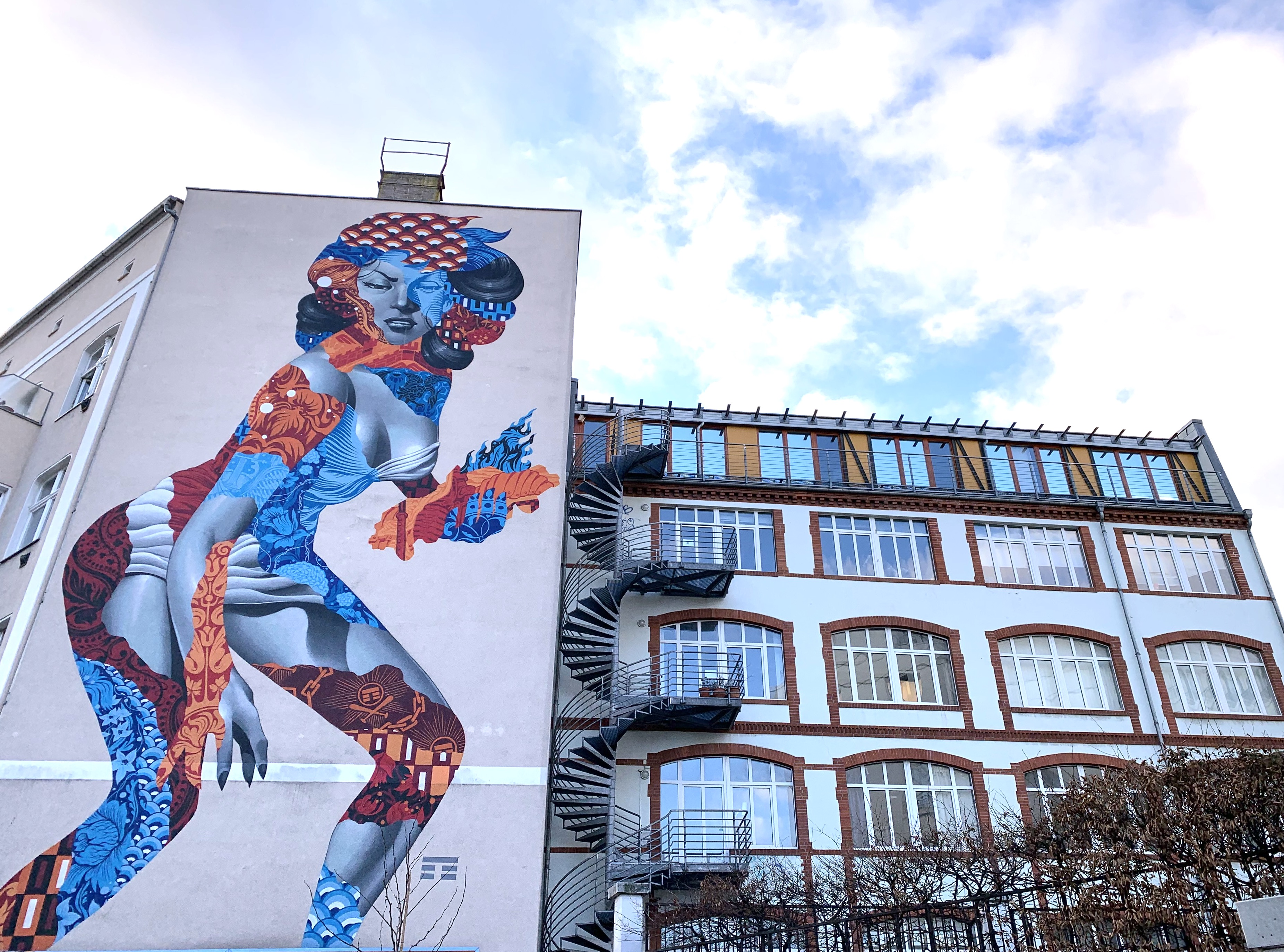
Zeitgenössische Wandkunst in Berlin, 2021

Wandmalerei, auch als Mural bezeichnet, ist eine Form der Malkunst, bei der das Bild nicht wie bei einer Tafelmalerei auf eine Holztafel oder Leinwand aufgetragen wird und zum mobilen Einsatz bestimmt ist, sondern auf eine Wand oder Decke so appliziert wird, dass es fest mit dem Untergrund verbunden ist. Die Wandmalerei ist neben der Bildhauerei die älteste überlieferte Kulturleistung der Menschheit.
Bei einer Wandmalerei versucht der Künstler, das charakteristisch Flächige der Wand zu wahren (strenge Wandmalerei) oder den Eindruck von Dreidimensionalität zu erzeugen (illusionistische Wandmalerei).

## Geschichte

### Frühzeit

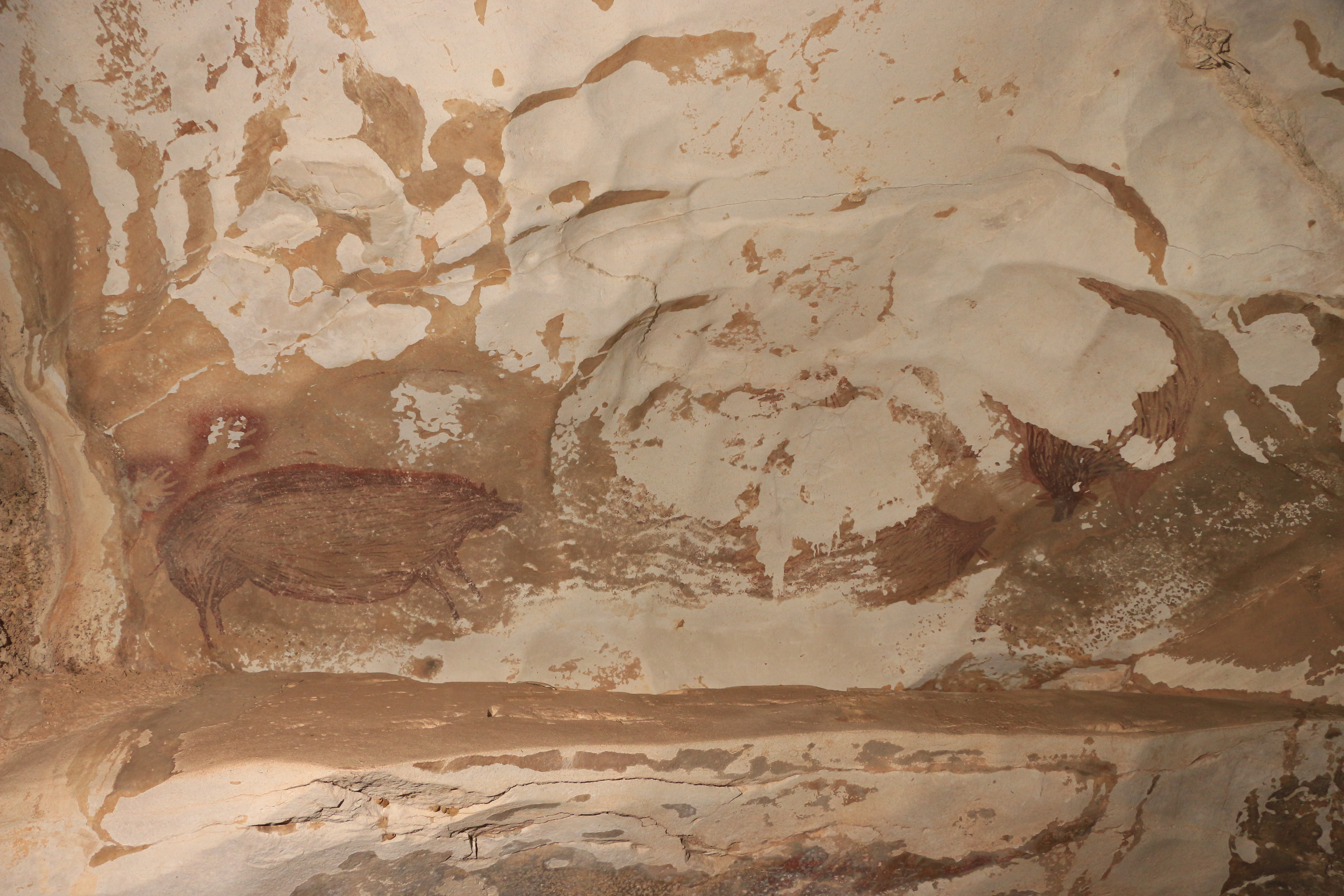
Höhlenmalerei von Leang Tedongne, Sulawesi, ca. 45.500 BP

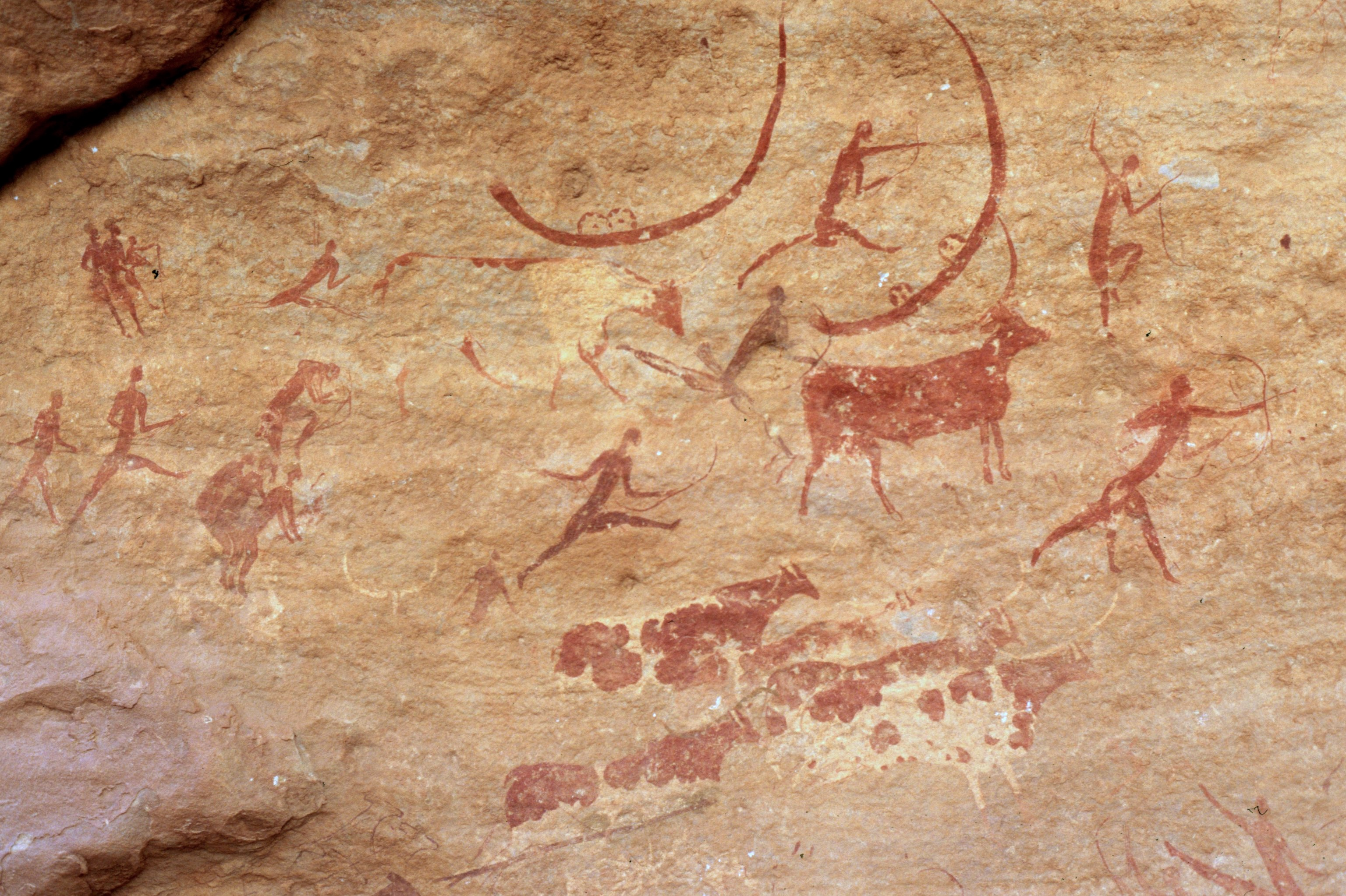
Jagdszene, Felsmalerei im Tassili n'Ajjer, Algerien, um 6.000 v. Chr.

Die Wandmalerei ist eine der frühesten Kulturleistungen der Menschheit. Berühmte Funde in Europa liegen in der Grotte Chauvet, Höhlen von Monte Castillo oder der Höhle von Lascaux. Zeugnisse von Wandmalereien aus dem jüngeren Neolithikum finden sich in Çatalhöyük (ca. 6000 v. Chr.), wo diese Malereien besonders gut erhalten sind und wohl Kulträume schmückten. Auch an anderen Orten im Nahen Osten finden sich Wandmalereien aus dieser Zeit.

### Ägypten

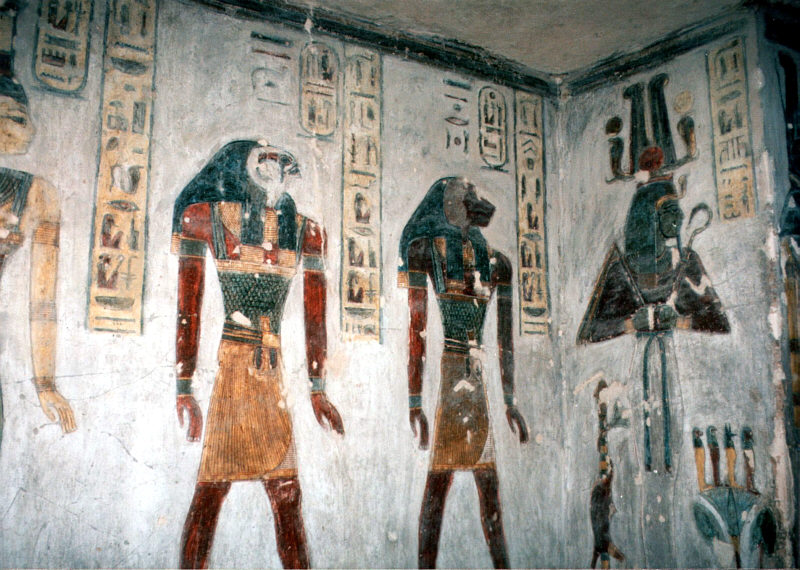
Altägyptische Wandmalerei im Grab von Ramses III. (Tal der Könige)

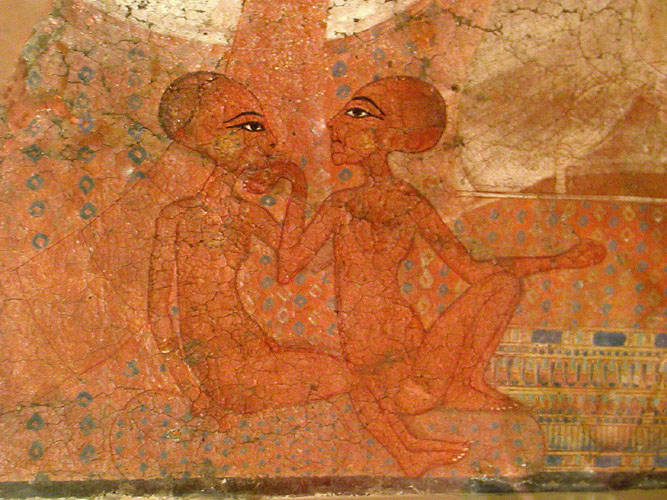
Wandmalerei aus dem Palast in Amarna, Prinzessinnen

Zahlreiche Wandmalereien haben sich in Grabkapellen der Alten Ägypter erhalten. In diesen Wandmalereien wurden vorwiegend für das nach ägyptischem Glauben notwendige Beigaben zum 'Überleben' in der anderen Welt dargestellt, über das die Toten auf diese Weise dann dort verfügen konnten. So befinden sich dort viele Darstellungen von Nahrungszubereitung oder auch von Werkstätten, in denen sich die Verstorbenen notwendige Gerätschaften „herstellen“ konnten. Sie sollten zum einen das Überleben im Jenseits garantieren, jedoch auch als Statussymbol den Wohlstand des Verstorbenen in der Totenwelt demonstrieren. Gartendarstellungen geben die Vorstellungen der damaligen Künstler von dem Aussehen der jenseitigen Welt wieder. Oftmals hatten diese Wandmalereien auch religiöse und zeremonielle Bedeutung und sollten durch ihre erzählende Bildhaftigkeit wohl auch teilweise die der Hieroglyphenschrift Leseunkundigen anschaulich über die dargestellten Themen unterrichten.
Auch profane Bauten wurden zu dieser Zeit mit Wandmalereien ausgestattet, doch sind von solchen Gestaltungen wegen des schlechteren Schutzes sehr viel weniger Beispiele erhalten geblieben. Im Alten Reich und Mittleren Reich (ca. 3000–1550 v. Chr.) dominierten monochrome Bemalungen, seit dem Neuen Reich sind auch figürliche Darstellungen bekannt. Vor allem die Paläste in Malqatta und Amarna waren mit polychromen Wandmalereien ausgestattet. Hier findet man Darstellungen von Nillandschaften, der Herrscher und deren Dienerschaft; es finden sich auch Abbildung unterworfener Feinde, womit kriegerische Erfolge für die Zeitgenossen und Nachfahren festgehalten werden sollten. Die Bilder nehmen oftmals direkten Bezug zur Funktion des Raumes. Die Wandmalereien in den Häusern hoher Beamter dienten dagegen mehr dekorativen Zwecken und zeigten vorwiegend geometrische und pflanzliche Motive. 

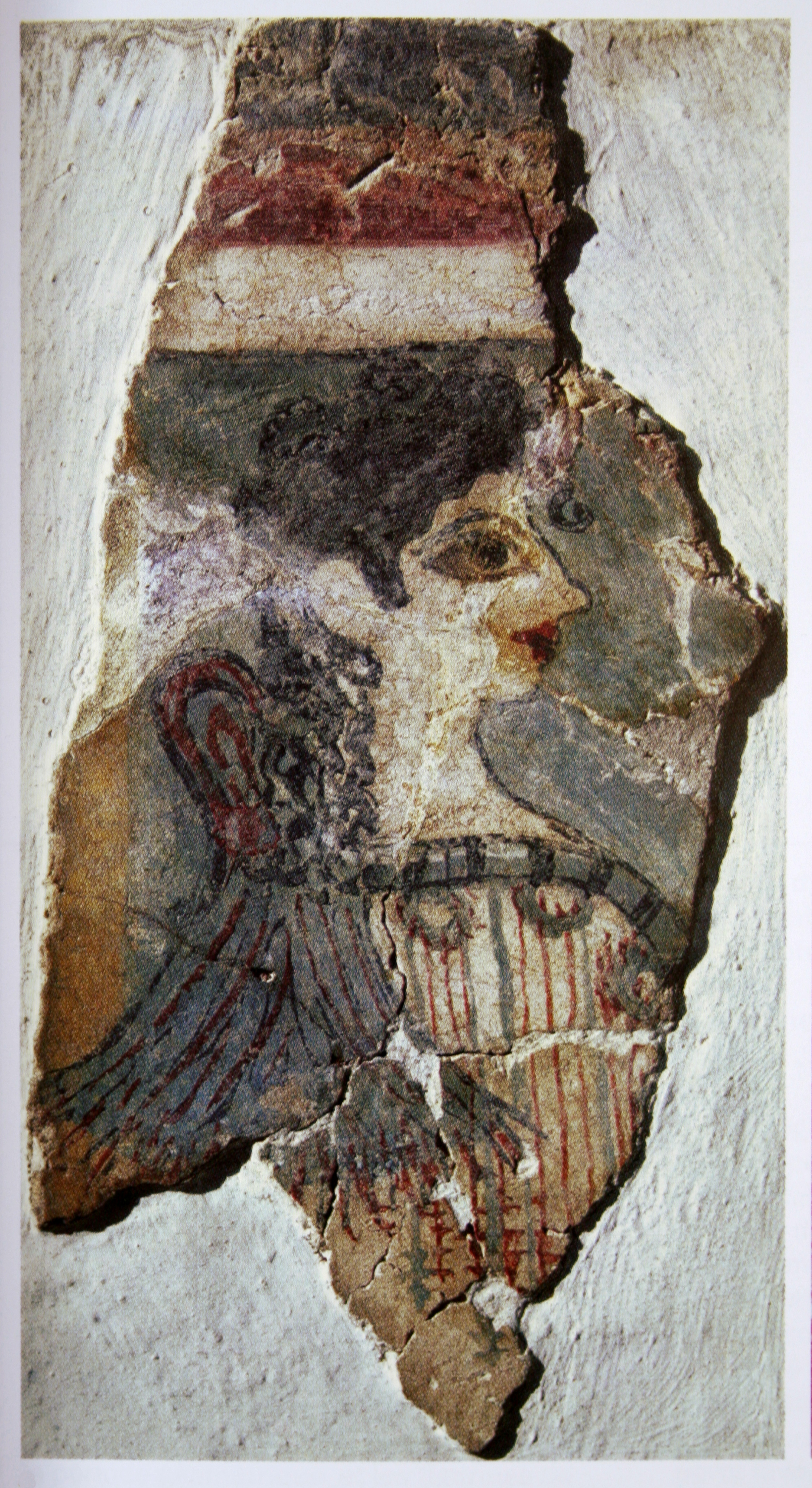
Wandmalereifragment aus Knossos

### Vorderasien

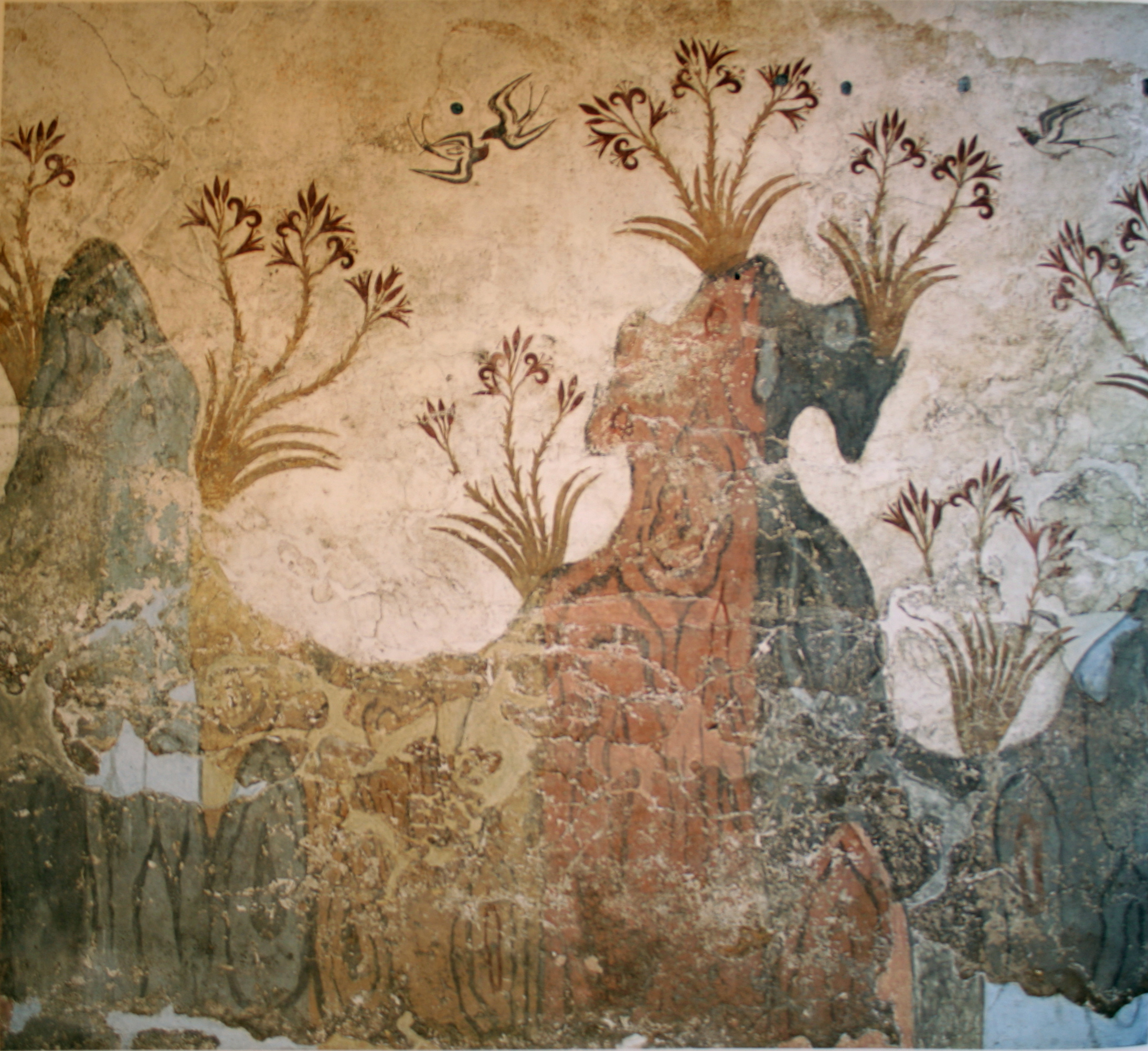
Bronzezeitliche Darstellung einer Frühlingslandschaft, Akrotiri Santorini um 1500 v. Chr.

In Vorderasien wurden in dieser Zeit insbesondere Wohnbauten und Paläste mit Wandmalereien versehen, von denen jedoch bis auf einige wenige Reste nur noch Fragmente erhalten sind. Im Tempel von Tell Uqair sind gut erhaltene Malereien mit Löwen- und Leopardenmotiven zu sehen, deren Entstehungszeit auf ca. 3000 v. Chr. datiert wird. Auch im Palast von Mari (Entstehungszeit ca. 1800 v. Chr.) befinden sich figürliche Malereien. Weitere Beispiele für eine reiche Ausmalung liefern ein Palast in Nuzi und ein assyrischer Statthalterpalast in Til Barsip.

### Ägäis
Eine besondere Blüte erlebte die Wandmalerei (von ca. 1650 v. Chr. bis 1250 v. Chr.) im ägäischen Raum, wo Paläste (Knossos auf Kreta) und Wohnhäuser (Akrotiri auf Santorin) sehr farbintensiv ausgemalt wurden. Diese Malereien sind in der Regel in der Freskotechnik ausgeführt, während die in Ägypten und Vorderasien meist um Seccomalerei handelt. Es finden sich Gartenlandschaften und figürliche Szenen, die sich vor allem durch ihre Lebendigkeit und die Darstellung von Bewegungsabläufen zunächst von den gleichzeitig entstandenen Malereien in Vorderasien unterscheiden. Der sog. minoische Stil wurde jedoch so berühmt, dass sich Könige in Ägypten (Tell el-Daba) und in der Folge auch in Vorderasien (Alalach) in diesem Stil malende Künstler an ihre Höfe holten und ihre Paläste von diesen ausgestalten ließen. So wirkte sich der Ägäische Einfluss auch auf die ägyptischen Malereien aus.

### Antike

#### Europa
Archäologen haben bei Grabungen an der ICE-Neubaustrecke Erfurt–Leipzig/Halle in einer prähistorischen Siedlung bei Wennungen im Burgenlandkreis 2009 eine bemalte Wand aus rund 1500 Einzelstücken, insgesamt rund 200 Kilogramm schwer entdeckt. Nach H. Meller handelt es sich um den bisher größten Fund von Wandmalerei der Eisenzeit nördlich der Alpen. Die Archäologen konnten aus den Teilen ein Wandstück von rund zwei Meter Länge und anderthalb Meter Höhe wiederherstellen. Möglicherweise zierte die bemalte Wand die Front eines bedeutsamen Gebäudes. Dominierende Farben der Malerei waren Rot, Beige und Weiß. Der Farbstoff war Hämatit, auch als Rötel bekannt. Neben typischen Ornamenten der Eisenzeit wie Dreiecken und sogenannten S-Haken sind auch Ornamente von symbolhaftem Charakter zu erkennen.
Obwohl im Gegensatz zur Vasenmalerei so gut wie keine Wandmalereien aus der griechischen Antike erhalten sind, scheinen die Künstler dieser Zeit die illusionistische Wandmalerei nahezu perfekt beherrscht zu haben, wie ein von Plinius dem Älteren überlieferter Wettstreit der Künstler Zeuxis von Herakleia und Parrhasios um 400 v. Chr. zeigt: Dabei habe Zeuxis die Trauben in seinem Wandbild so täuschend echt dargestellt, dass sie Vögel herbeigelockt hätten. Parrhasios dagegen habe in seinem Bild wiederum einen Vorhang so naturgetreu wiedergegeben, dass Zeuxios die Entfernung des Vorhangs verlangt habe, damit das gesamte Bild beurteilt werden könne. Als Zeuxis seinen Irrtum erkannte, habe er den Preis beschämt dem Parrhasios zuerkannt, da er selbst zwar das Getier, jener aber den Künstler habe täuschen können.
In Etrurien, einer vorwiegend von Bronze, und Keramikhandwerkern besiedelten Region um den Trasimenischen See in Italien, finden sich aus dieser Zeit vorwiegend ausgemalte Grabkammern. Themen der etruskischen Wandbilder waren wie auch im alten Ägypten Situationen aus dem Diesseits, von denen man sich eine positive Auswirkung auf das Leben des Verstorbenen im Jenseits versprach. So wurden vorwiegend Freuden des Lebens wie z. B. Bankette dargestellt.

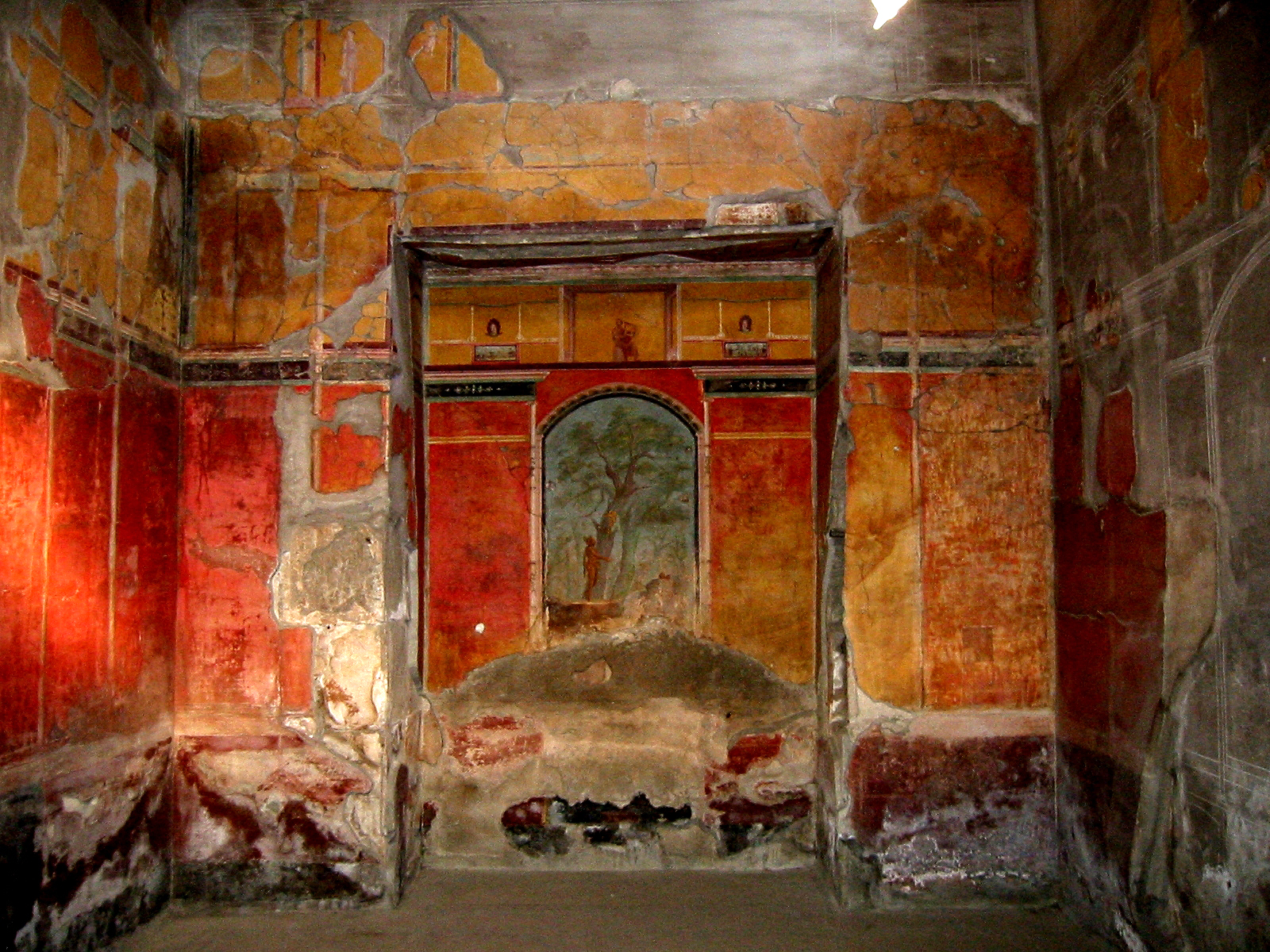
Villa Poppaea in Oplontis, Caldarium

Im Römischen Reich leistete sich fast jeder Hausbesitzer, der einem gehobenen Stand angehörte, die Bemalung der Wände seines Hauses. So verbreitet wie hier war, jedenfalls gemessen an der Zahl der Einwohner, die Wandmalerei sonst nie wieder. Diese Entwicklung begann zwar schon bei den Griechen vor der Zeitenwende, erreichte aber ihren Höhepunkt im ersten nachchristlichen Jahrhundert im römischen Reich, wo selbst in den abgelegensten Provinzen die Villen reicher Bürger ausgemalt waren. Die Entwicklung der römischen Wandmalerei wird in verschiedene Stile (1.–4. pompejanischer Stil) unterteilt. Durch den Ausbruch des Vesuvs im Jahr 79, dessen Ascheregen die Städte Pompeji und Herculaneum unter sich begrub und luftdicht abschloss, haben sich zahlreiche Wandgemälde in den Villen der reichen Bürger Roms, die hier ihre Landsitze hatten, in fast unversehrtem Zustand erhalten. Bei den im 18. Jahrhundert einsetzenden Ausgrabungen wurden allerdings viele Wandbilder durch unsachgemäße Behandlung oder auch, um die abgehobenen und anderswohin verbrachten Fragmente möglichst gering und damit kostbar zu halten, unwiederbringlich zerstört.
Im dritten nachchristlichen Jahrhundert setzte offensichtlich ein Niedergang der Wandmalerei ein; aus der nachfolgenden Zeit lassen sich nur wenige Beispiele dieser Kunstform und dies meist nur in sakralen Bauten finden. Im alten Rom und Byzanz wurde die Wandmalerei u. a. auch wegen der besseren Haltbarkeit oftmals durch das Mosaik ersetzt und/oder ergänzt.

#### Asien

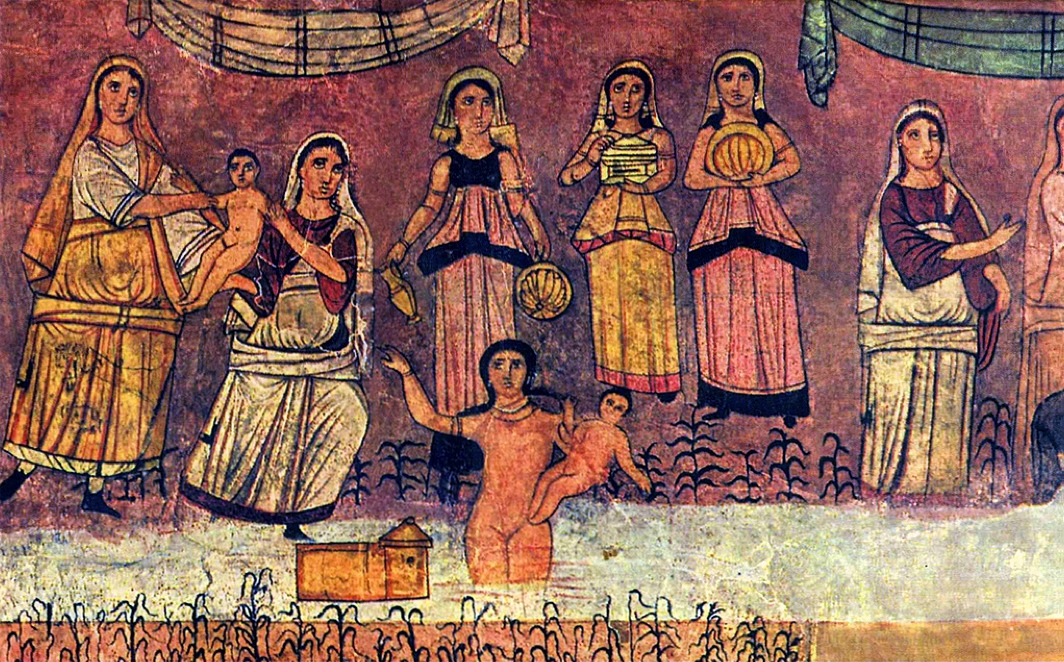
Wandmalerei aus der Synagoge von Dura Europos: Moses wird aus dem Nil errettet

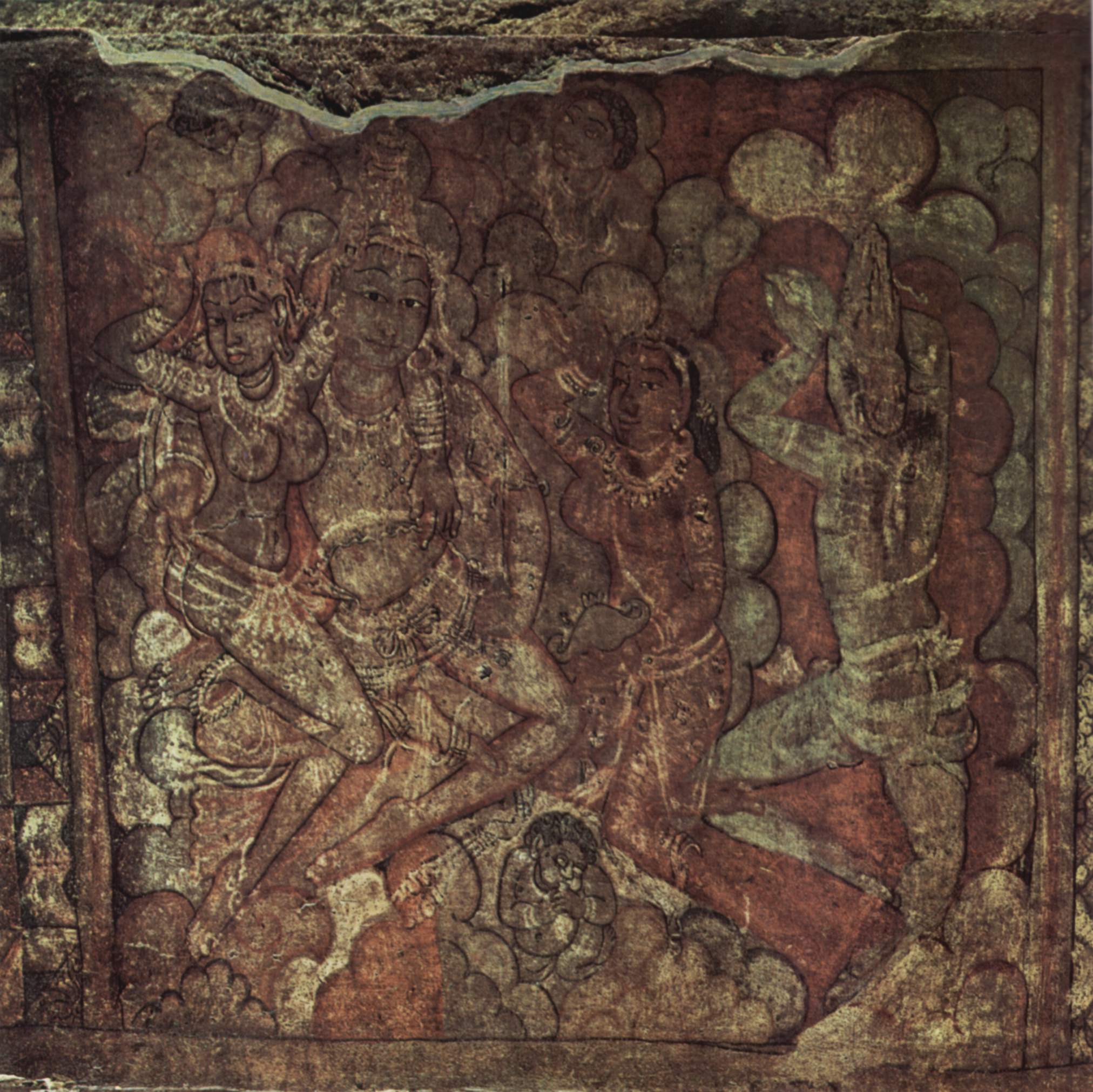
Wandmalerei in einem indischen Tempel

Auch bei den Parthern und Sassaniden war die Wandmalerei mit Sicherheit eine weit verbreitete Kunstform, allerdings sind diese Werke oftmals nur in Fragmenten erhalten. Die parthische Malerei ist von einer starken Frontalität geprägt, während die auf ihnen folgenden Sassaniden Darstellungen im Profil bevorzugten.
Auch in Zentralasien erlebte die Wandmalerei, besonders mit der Verbreitung des Buddhismus, eine weite Verbreitung. Heiligtümer Buddhas waren oftmals reich mit Szenen aus seinem Leben ausgemalt, wobei man in Zentralasien auch zahlreiche ausgemalte Höhlenheiligtümer findet. Diese Blüte endete an vielen Orten mit dem Aufkommen des eher bilderfeindlichen Islam (vgl. Bilderverbot im Islam). In Indien gelten die buddhistischen Felsmalereien in den Höhlen von Ajanta als Meisterwerke dieser Epoche. Spätere Werke in Ajanta sowie hinduistische, jainistische und buddhistische Darstellungen in den Höhlen von Ellora setzten den Guptastil fort.

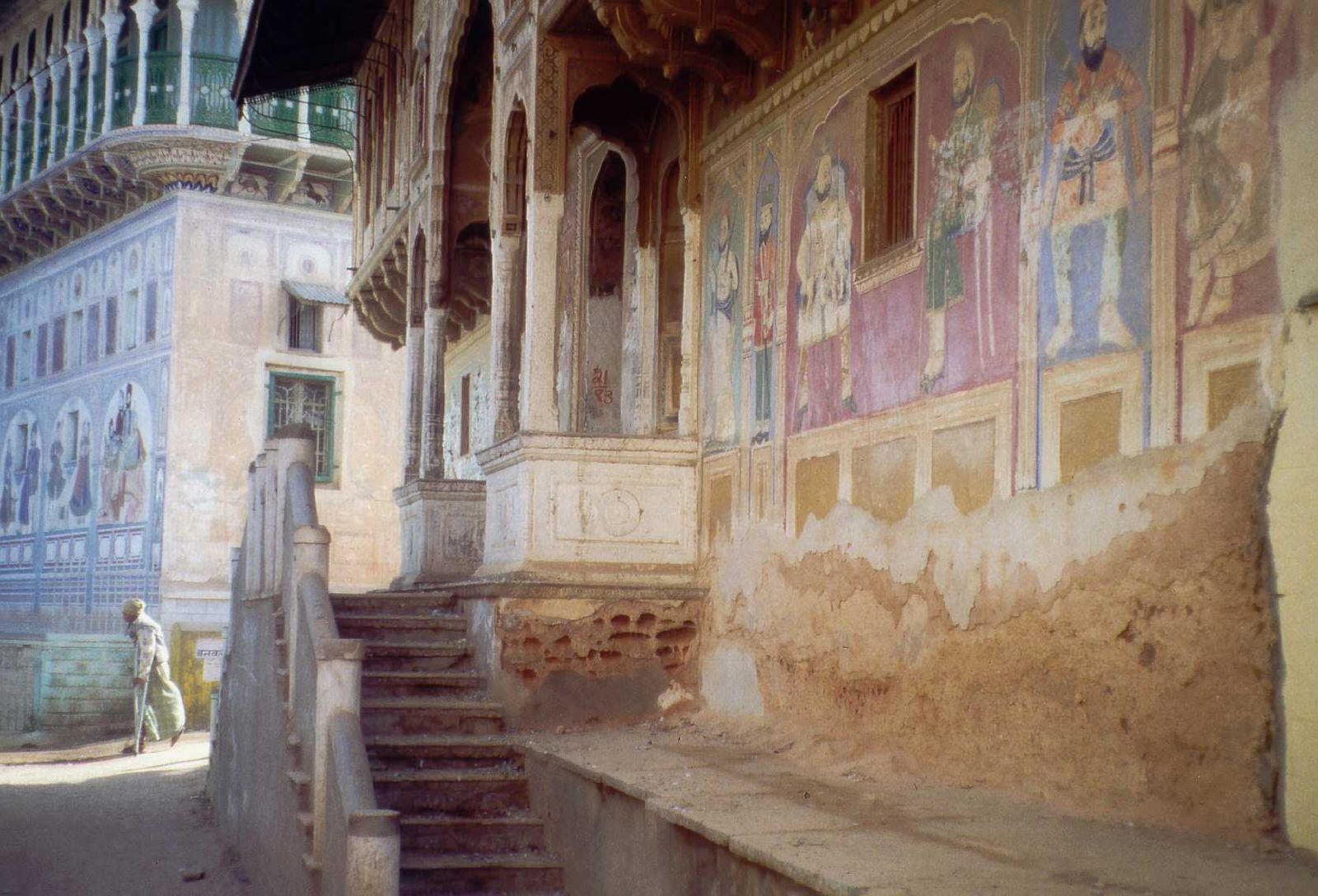
Wandmalereien in Mandawa, Rajasthan

In China sind vor allem in der Tang-Dynastie die monumentalen Grabanlagen hoher Hofbeamter und von Mitgliedern des Königshauses ausgemalt worden. In China gibt es auch zahlreiche buddhistische Tempel, in Höhlen hineingebaut, die mit Wandmalereien versehen sind. Eine eigene Spielart des Buddhismus in Tibet stellen tibetisch-buddhistische Wandmalereien dar.
In der Shekhawati-Region im Norden Indiens (Rajasthan), vor allem im Ort Mandawa, existieren noch mehrere im 19. und frühen 20. Jahrhundert mit naiven und religiösen Themen bemalte Kaufmannshäuser (havelis). Aber auch in einigen ländlichen Regionen Indiens wurden die Lehmhäuser mit geometrischen oder floralen Ornamenten bemalt, die von den Bewohnern über Jahrhunderte tradiert worden sind.

#### Mittelamerika
Vor allem bei den Mayas blühte die Kunst der Wandmalerei. Gut erhaltene Beispiele fanden sich in San Bartolo, wo sie die Wände einer Grabkammer schmückten. In Bonampak finden sie sich in einem Tempel. Die Bilder bedecken in drei Räumen eine Fläche von 144 m². Dargestellt werden der Herrscher und sein Gefolge, Tribut- und Kriegsszenen, ein Strafgericht, Tanzszenen und Blutopfer von Adligen. Die Wandmalereien geben einen einzigartigen Einblick in das soziale Gefüge der Mayagesellschaft in der zweiten Hälfte des 1. Jahrtausends u. Z.

### Mittelalter

#### Romanik

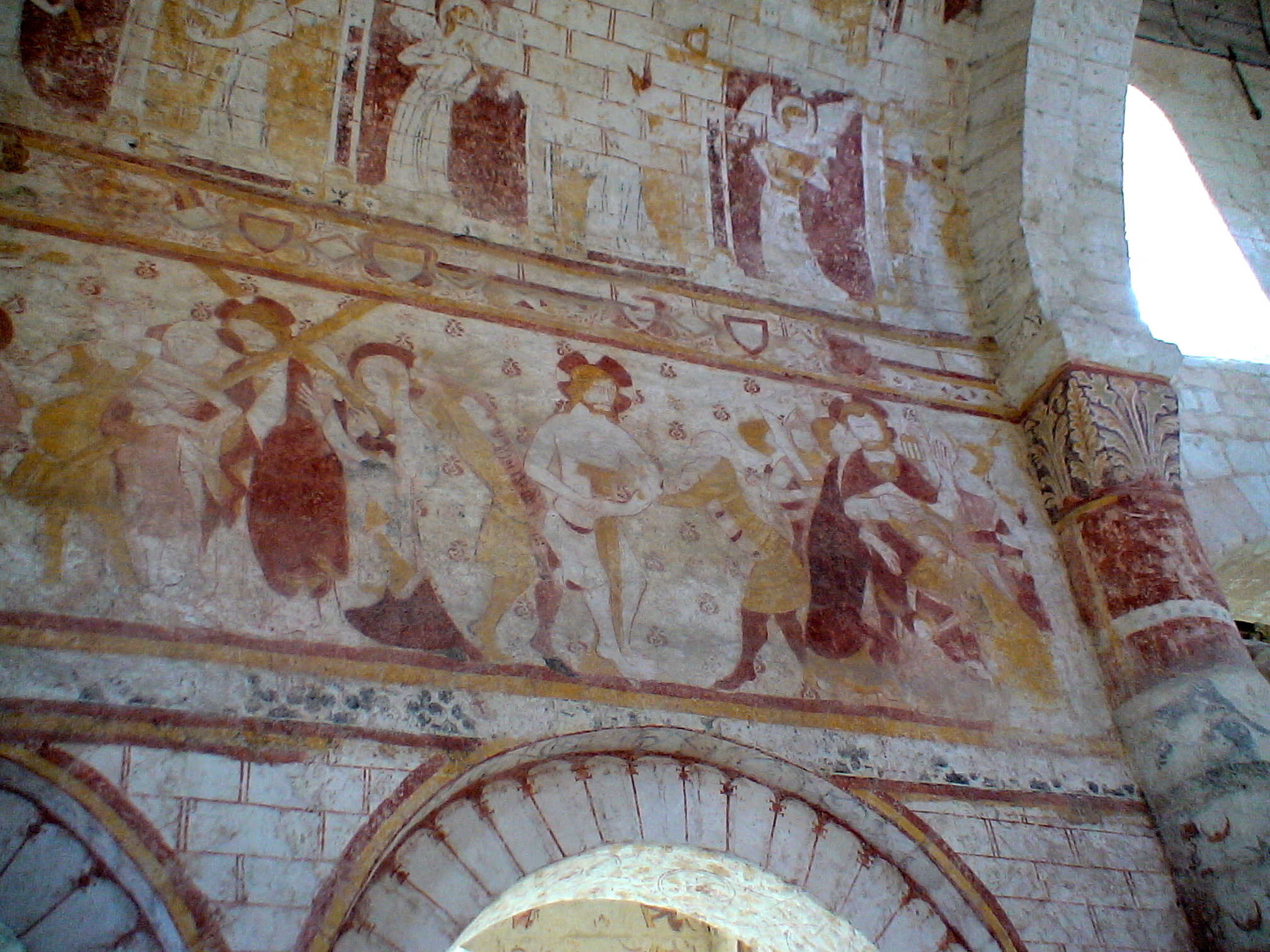
Wandmalerei in St-Genest, Lavardin (Loir-et-Cher), Frankreich

In romanischer Zeit (1000–1200) erlebte die Wandmalerei durch die Christianisierung einen großen Aufschwung. Die Kirchen wurden für die Leseunkundigen mit biblischen Darstellungen geschmückt, um sie mit dem Evangelium bekannt zu machen. (Siehe: Kirchenmalerei.) Auch auf Burgen befanden sich Wandmalereien, allerdings eher mit weltlichen Sujets. Eindrucksvolle Beispiele sind die Szenen aus dem Dritten Kreuzzug auf Burg Gamburg und der Iwein-Zyklus auf Schloss Rodenegg in Südtirol.

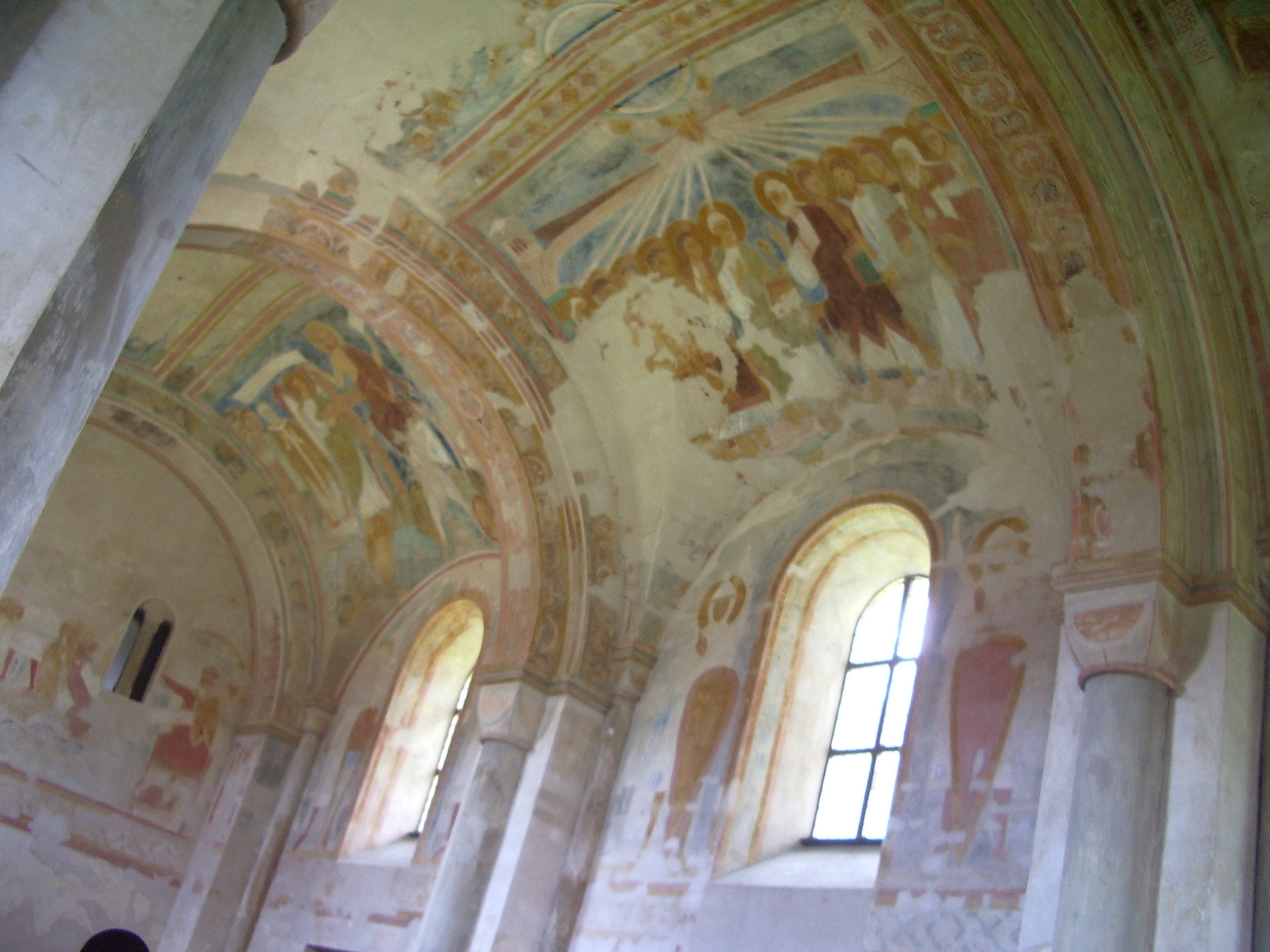
Romanische Deckenmalerei in der Sigwardskirche (Idensen)(um 1130)

Da es sich um sehr alte Bauwerke handelt, die in der Folge oft verändert oder abgerissen wurden, haben sich romanische Wandmalereien meist nur in beschädigtem Zustand erhalten oder wurden, wie in der Sigwardskirche (Idensen), erst in der Neuzeit wieder freigelegt. Die Kirche wurde in den Jahren 1129 bis 1134 von Bischof Sigward von Minden errichtet und der Heiligen Ursula und den elftausend Jungfrauen geweiht. Um das Jahr 1500 wurde die romanische Ausmalung mit weißem Kalk übertüncht und erst 1858 teilweise wiederentdeckt. In den Jahren 1930 bis 1934 wurde die Ausmalung schließlich komplett freigelegt.
Die Wandmalereien zeichnen sich wie andere Werke der Romanik vor allem durch einen geringen Naturalismus und hohen Symbolismus aus, was auch für die Plastik dieser Zeit oder die Steinerne Bibel charakteristisch ist. Hierarchische Strukturen werden häufig durch die Bedeutungsperspektive und abgestufte Anordnung dargestellt.

#### Gotik

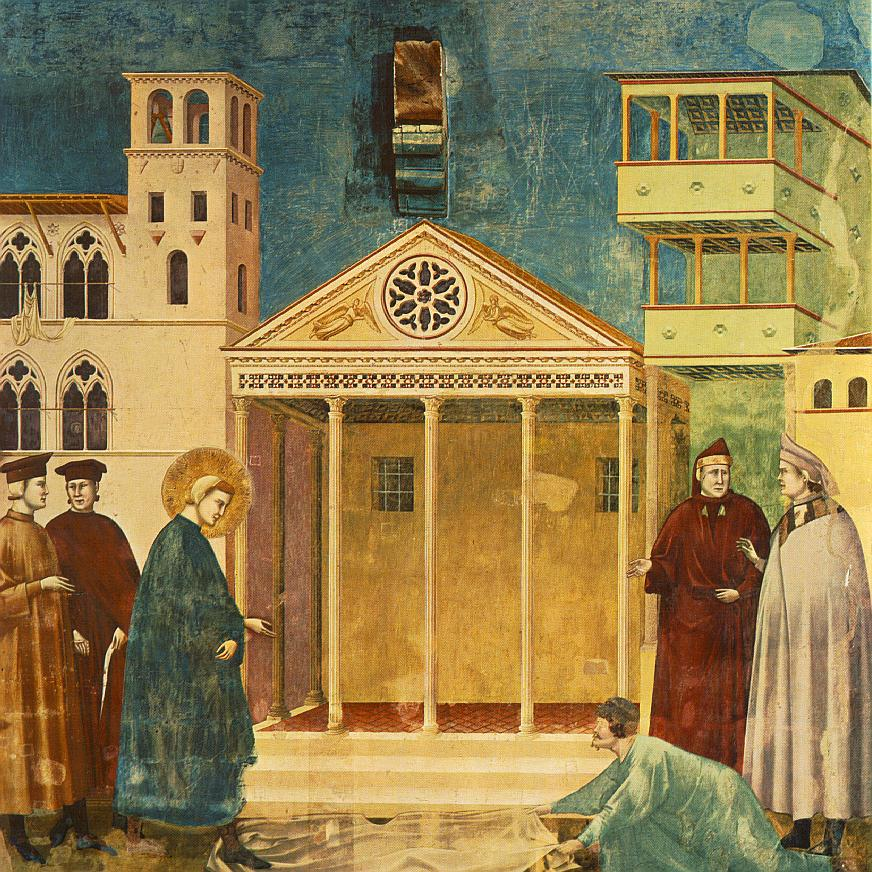
Gotisches Fresko, Zyklus des Hl. Franziskus von Giotto di Bondone

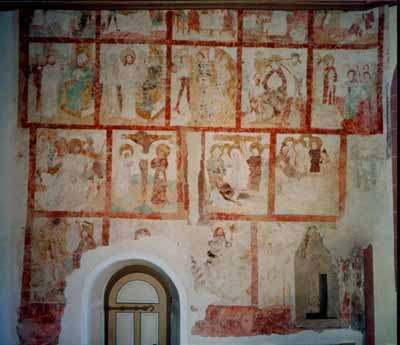
Spätgotische Wandmalerei, Passion Christ, Hist, Wehrkirche Finkenbach-Gersweiler (Seccotechnik), 1469

In der Gotik, die um 1140 in der Île-de-France (Gegend um Paris) entstand und nördlich der Alpen bis etwa 1500 währte, ist die Wandmalerei neben der Glasmalerei die wichtigste Innenraumausschmückung bei sakralen Gebäuden. Während in der Folge nördlich der Alpen die Wandmalerei zunehmend gegenüber der Glasmalerei an Bedeutung verlor und durch die Tafelmalerei abgelöst wurde, blieb Italien weiterhin ein Zentrum der Wandmalerei, die in der darauffolgenden Renaissance dann einen zusätzlichen Aufschwung erlebte.
Einen Höhepunkt des Freskos der Gotik stellen die Werke von Giotto di Bondone (1266–1337) mit einem vorher nicht gekannten Naturalismus dar. Er belebt den Bildraum mit Tiefe und geht auf jede seiner Figuren in Mimik und Gestik individuell ein.
Cimabue hatte bereits vorher erste Schritte hin zum Naturalismus unternommen. Zwar bleiben seine Werke noch sehr byzantinisch, gewinnen jedoch schon erste Tiefe. Ihm folgt Duccio, dessen Malerei mit ihren fließenden Linien, den locker fallenden Gewändern und der schon erhöhten Tiefe den neuen Stil andeutet, sich jedoch noch nicht von der altgotischen Darstellungsweise löst. Dies blieb erst Giotto di Bondone vorbehalten. In seinen Malereien fügten sich alle Elemente eines Bildes zu einer stimmigen Einheit zusammen, was einen wesentlichen Fortschritt der Malerei bedeutete. Er war seiner Zeit so weit voraus, dass er, obwohl eindeutig der Gotik zugehörend, oft auch als Wegbereiter der Renaissance bezeichnet wird.
Die Wandmalerei war damit, besonders als Vorläufer der Tafelmalerei, einer der bedeutendsten Schritte in der kulturellen Entwicklung hin zu unserer modernen visuellen Wahrnehmung.
Als größter Bestand an profaner Wandmalerei des Mittelalters gilt die zwischen 1390 und 1410 im Auftrag von Niklaus Vintler erfolgte Ausmalung von Schloss Runkelstein bei Bozen, die sich über acht Räume und große Teile der Außenfassaden im Burghof erstreckt und höfische Szenen neben literarischen Stoffen umfasst.

#### Afrika

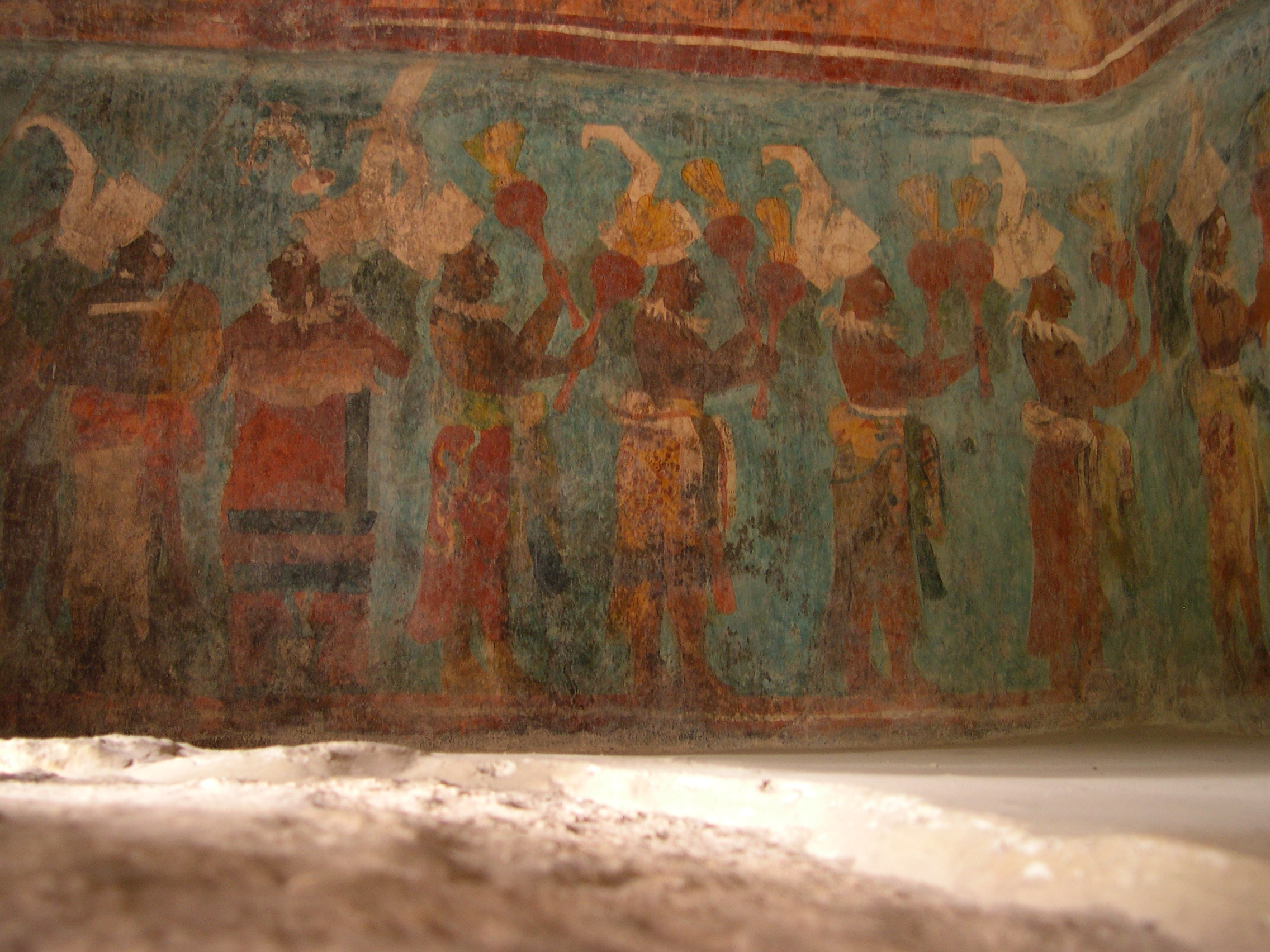
Wandmalerei in Bonampak

Zahlreiche Wandmalereien sind aus Nubien bekannt. Nubien war von ca. 500 bis 1500 zum großen Teil christlich und die meisten dortigen Kirchen wurden mit Szenen aus der Bibel ausgemalt. Die Malereien orientierten sich stilistisch stark an byzantinische Vorbilder. Auch hier endet die Tradition von Wandmalerei mit der Ankunft des Islam.

### Renaissance

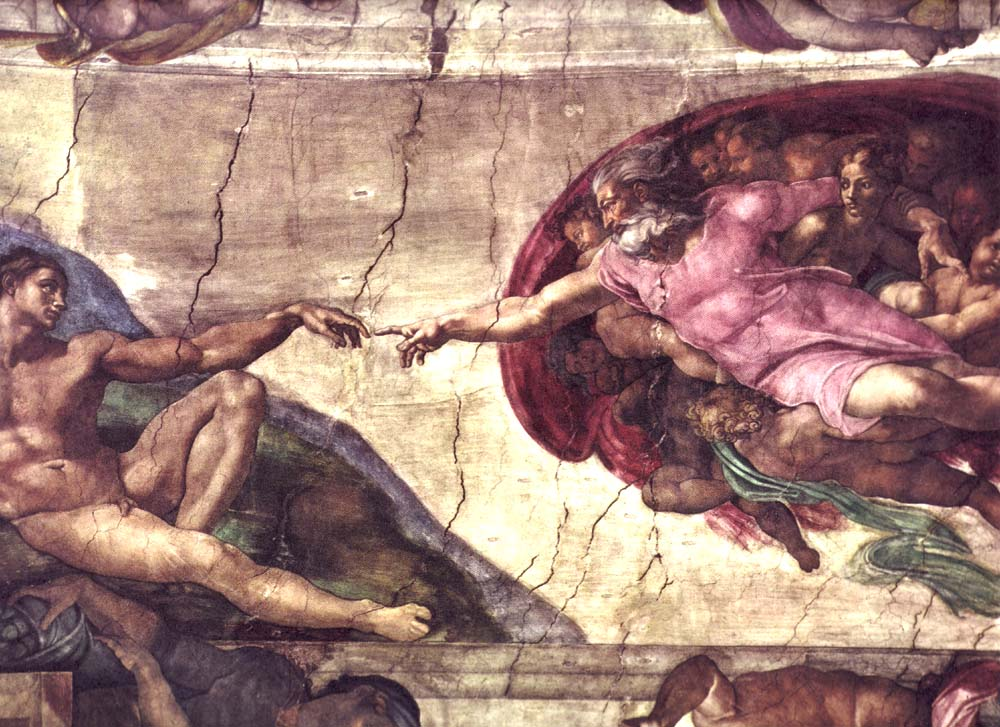
Neben der Mona Lisa die wohl berühmteste Ikone der Welt: Gott haucht Adam Leben ein, (Detail aus der Decke der sixtinischen Kapelle)

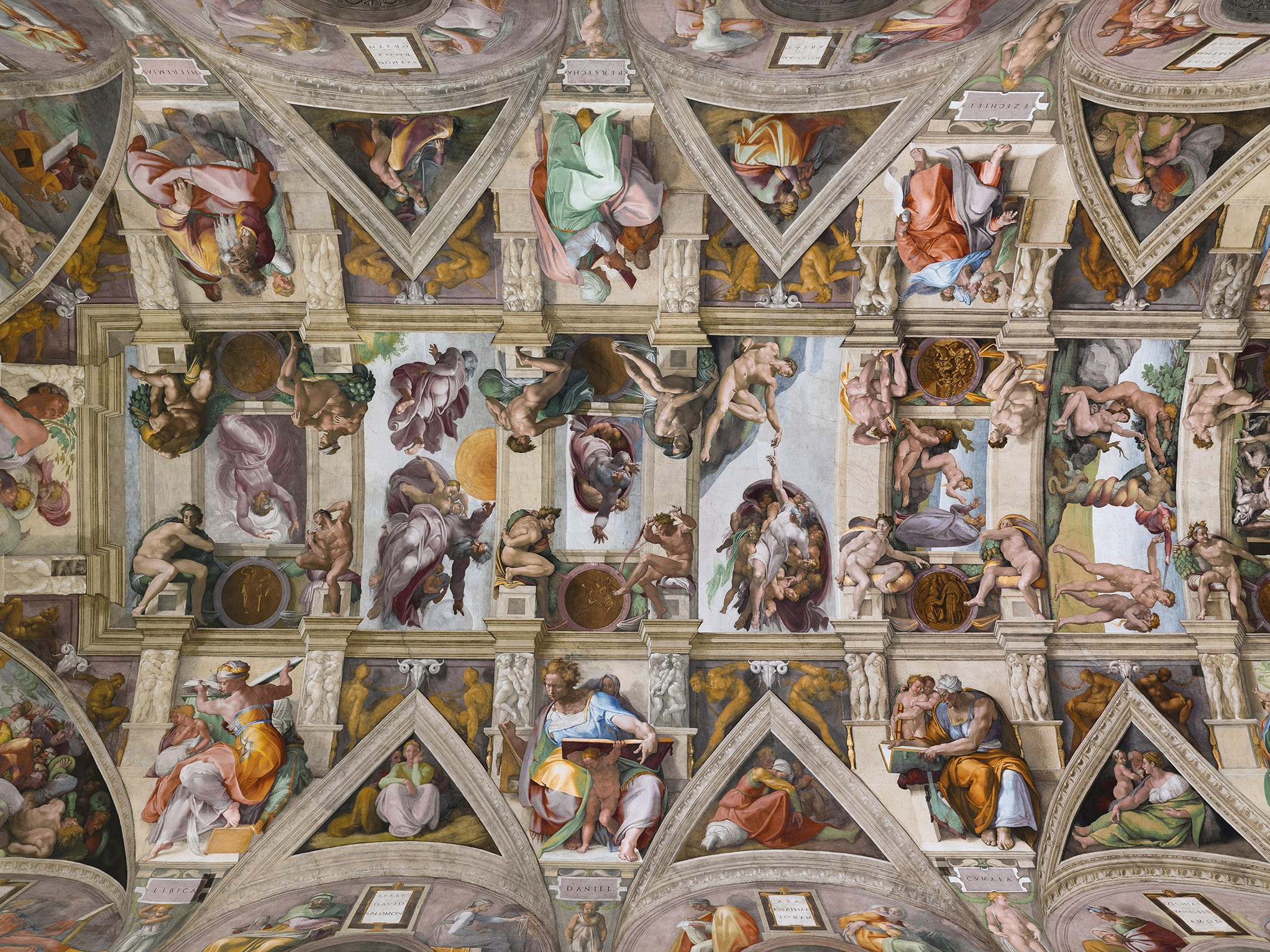
Decke der sixtinischen Kapelle von Michelangelo Buonarroti, Vatikan, 1494 bis 1498

Eines der bekanntesten Beispiele für Wandmalerei in der Renaissance, die einen Zeitraum vom späten 14. Jahrhundert bis zum 16. Jahrhundert umfasst, ist Das letzte Abendmahl von Leonardo da Vinci. Da Vinci nutzte den Auftrag des Mailänder Herzogs Ludovico il Moro, die Nordwand des Refektoriums (Speisesaal) der Dominikanerkirche Santa Maria delle Grazie in Mailand mit einem Wandbild zu versehen, dazu, seine Versuche, die von ihm als umständlich empfundene Fresco-Malerei in einer Seccotechnik mit selbst entwickelten Farben auszuführen, an einem Objekt auszuprobieren. Das in den Jahren 1494 bis 1498 entstandene Werk zeigte jedoch aufgrund der unzureichenden Haltbarkeit der von Da Vinci verwendeten Farbmischungen und einer zusätzlich unter dem Raum verlaufenden unterirdischen Wasserader, die den Raum mit Feuchtigkeit belastete, rasch Alterungsspuren, die bis heute aufwändige Restauratorenarbeiten notwendig machen.
Als Höhepunkt der Malerei in Freskotechnik wird allgemein die Wand- und Deckenbemalung der sixtinischen Kapelle angesehen, die Michelangelo (Buonarroti) zwischen 1508 und 1512 im Auftrag von Papst Julius II. ausführte. Sie wurde am 1. November 1512 enthüllt und zeigt Szenen aus der Genesis auf insgesamt 520 m² mit 115 überlebensgroßen Charakteren.
Im 16. Jahrhundert konnte die Wandmalerei auch den Raumillusionismus perfektionieren. In einem sehr viel stärkeren Maße als noch im 14. und 15. Jahrhundert nutzten die Künstler nun die illusionistischen Möglichkeiten der Wandmalerei und bereicherten die Räume von zahlreichen ausgemalten Palästen und Landhäusern durch Scheinarchitekturen, tiefenräumliche Figurenszenen oder gemalte Fensterausblicke. Diese Fresken hatten sowohl moralische und propagandistische Implikationen, sollten aber auch den Betrachter erfreuen und in Erstaunen versetzen: „Voraussetzung für die Überzeugungskraft der Illusion war die theoretische und praktische Beherrschung perspektivisch gemalter Architektur. Als legitimierende Matrize für das Raumkonzept gesamten Wandflächen eine gemalte, den Raum modifizierende Architektur hinzuzufügen, diente den Malern des 15. und 16. Jahrhunderts neben Resten erhaltener römischer Wandmalerei insbesondere Vitruvs De Architectura Libri Decem.“ Herausragende Beispiele der illusionistischen Wandmalerei haben sich insbesondere in Italien erhalten. Beispielhaft zu nennen sind hier die Freske der Camera degli Sposi (Mantua), der Villa Farnesina (Rom), der Villa Imperiale (Pesaro), der Villa Godi (Lugo di Vicenza), der Villa Barbaro (Maser) und der Villa d’Este in Tivoli.

### Barock

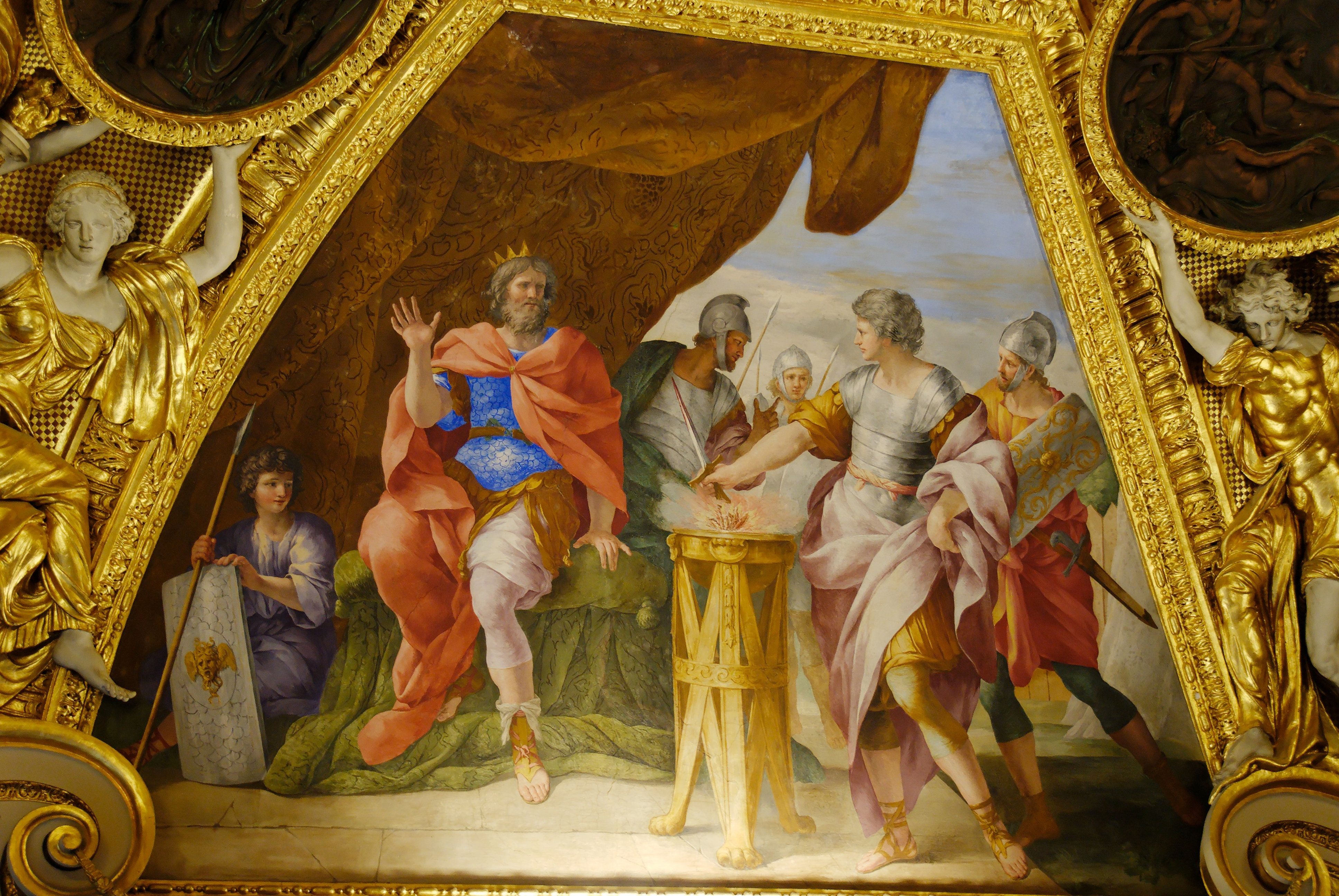
Barocke Wandmalerei von Giovanni Francesco Romanelli (1612–1660) im Louvre, Paris

Im Barock (ca. 1600–1770) nahm die Bedeutung der Wandmalerei abermals zu, besonders in Form der Deckenmalerei. Die illusionistischen Raumkonzepte des 16. Jahrhunderts weiterentwickelnd wurden architektonische Elemente nun virtuos in den gemalten Himmelsraum weitergeführt und der Schwerkraft der irdischen Welt trotzende Allegorien in den imaginären Luftraum projiziert. Die Wandmalerei dieser Zeit wurde fantastischer, weil sie sich stärker von räumlichen Gegebenheiten abkoppelte und zu radikaleren Lösung fand als noch ein Jahrhundert zuvor. Ein herausragendes Beispiel ist das Deckengemälde im Treppenhaus der Würzburger Residenz von Giovanni Battista Tiepolo, das für sich in Anspruch nimmt, das größte zusammenhängende Deckenfresko der Welt zu sein und als Hauptwerk des Künstlers gilt. In den Jahren 1750–1753 stellte der ältere Tiepolo (Vater des ebenfalls als Wandmaler bedeutenden Giovanni Domenico Tiepolo) hier die vier Kontinente mit ihren Menschen und der Vegetation dar. Insbesondere wurden illusionistische Deckenöffnungen gerne in Barockkirchen angesetzt, um den Gläubigen sozusagen einen direkten Blick in den Himmel zu ermöglichen. Insofern führte die barocke Deckenmalerei die bereits in der Renaissance entdeckte „Öffnung“ der Decke als Blick in den Himmel weiter. Ein Beispiel hierfür sind die in Parma ausgeführten Kuppelfresken von Antonio da Correggio.
Im römischen Barock wurde die Deckenmalerei schließlich zu einem wesentlichen Mittel gegenreformatorischer Kirchenausstattungen nach den Vorbildern der Fresken in den Kirchen Il Gesù von Giovanni Battista Gaulli und in Sant’Ignazio di Loyola in Campo Marzio von Andrea Pozzo. Die Wand- und Deckenmalerei des Barock und Rokoko versuchte, den Betrachter ganz in den Bann der Religion oder der absolutistischen Macht zu ziehen.
Eine besondere Ausprägung der Wandmalerei ist die bis heute noch ausgeübte Lüftlmalerei in den Ortschaften der Alpentäler. Bekannte Beispiele solcher Fassadengestaltungen aus dem 18. und 19. Jahrhundert finden sich in Mittenwald, Garmisch sowie in Unter- und Oberammergau.

### Moderne

#### Sozialismus

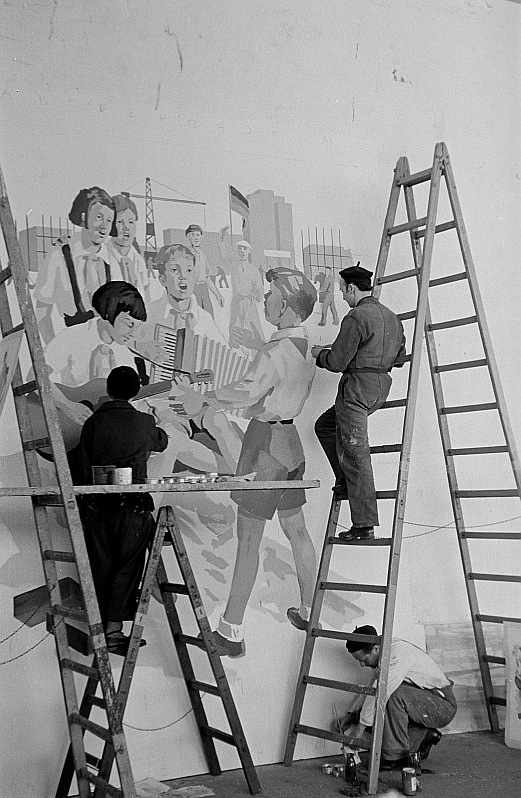
Fertigung eines Wandbilds in Leipzig, 1952

In sozialistischen Staaten wurden im 20. Jahrhundert die Hoffnungen auf die Bildung einer neuen Gesellschaft häufig in farbenfrohen, teils futuristischen Abbildungen eines positiven Menschenbildes und von technischen Errungenschaften ausgedrückt.

##### Mexikanische Bewegung

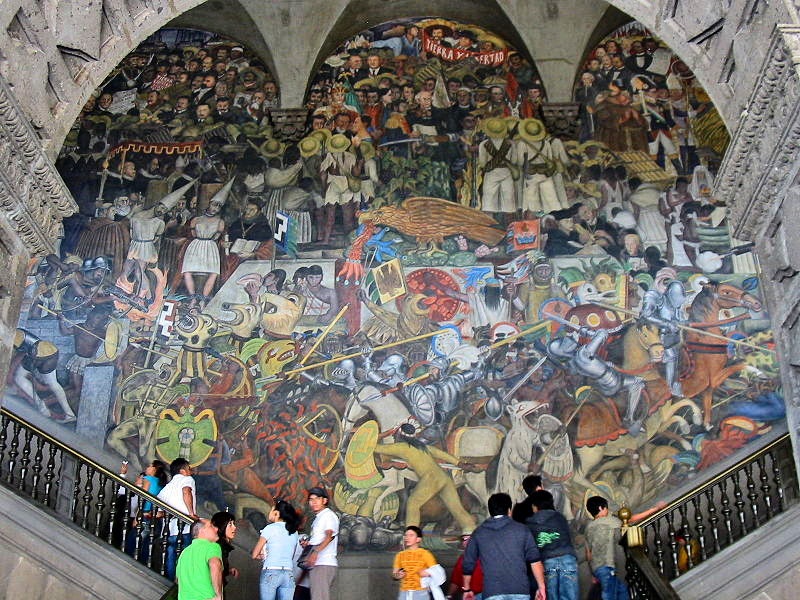
Wandbild von Diego Rivera im Nationalpalast, Mexiko-Stadt

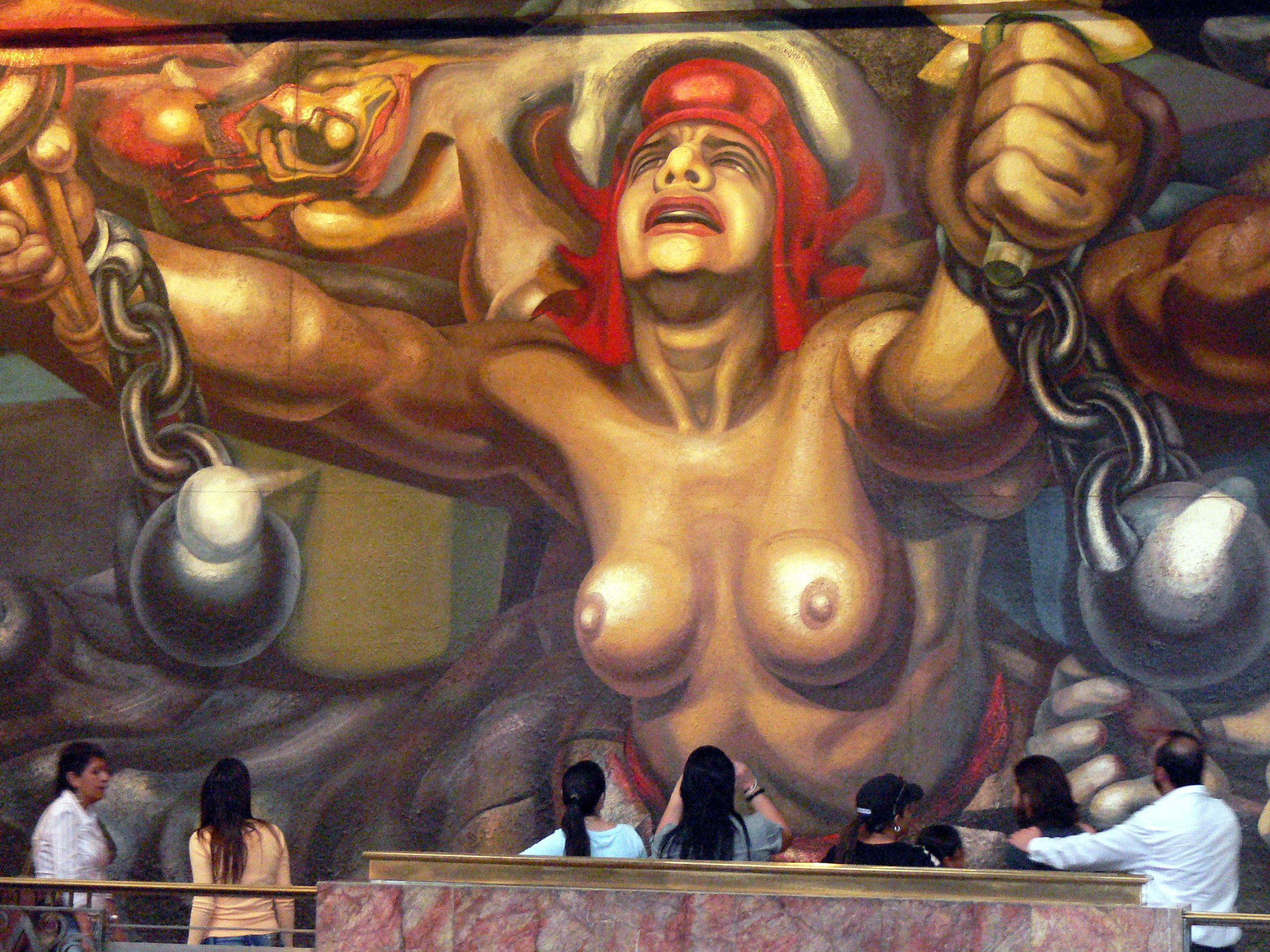
Wandgemälde „La Nueva Democracia“ (1945) von David Alfaro Siqueiros, Palacio de Bellas Artes, Mexiko-Stadt

In Mexiko entstand nach der mexikanischen Revolution eine besondere Schule der Muralistas, die berühmtesten Vertreter dieser Schule sind Diego Rivera, David Alfaro Siqueiros und José Clemente Orozco. Die mexikanischen Muralistas waren politische Künstler, teilweise dem Marxismus verpflichtet, bezogen sich künstlerisch allerdings sowohl auf einheimische mexikanische als auch auf europäische Traditionen der Malerei.
Weltruhm erlangte insbesondere Diego Rivera mit seinen unverkennbaren Murales, Wandmalereien mit politischen Motiven, die er ab 1922 hauptsächlich in Mexiko und den Vereinigten Staaten erstellte. Als er im selben Jahr mit seinem ersten großformatigen Wandgemälde Schöpfung begann, bereitete er damit auch den Weg für die Entwicklung der Freskenmalerei zu einer der führenden Kunstformen des 20. Jahrhunderts. Zeitgleich war er Mitbegründer der Gewerkschaft der Revolutionären Maler, Bildhauer und grafischen Künstler und schloss sich der Partido Comunista Mexicano an, von der er 1929 jedoch unter anderem wegen Differenzen hinsichtlich der Darstellung Josef Stalins in einem seiner Wandgemälde wieder ausgeschlossen wurde. Ähnlich starrköpfig zeigte er sich 1933 bei der Arbeit an einem Monumentalbild im Rockefeller Center in New York City, welches er im Auftrag John D. Rockefellers ausführen sollte. Als er sich weigerte, ein Porträt Lenins wieder zu entfernen, wurde die Arbeit im Auftrag Rockefellers vollständig zerstört. Trotz seines Parteiausschlusses war Rivera bis zu seinem Tod überzeugter Kommunist und maßgeblich daran beteiligt, Leo Trotzki, einem Widersacher Stalins, ein Visum für Mexiko und eine Unterkunft zu besorgen.

#### Straßenkunst

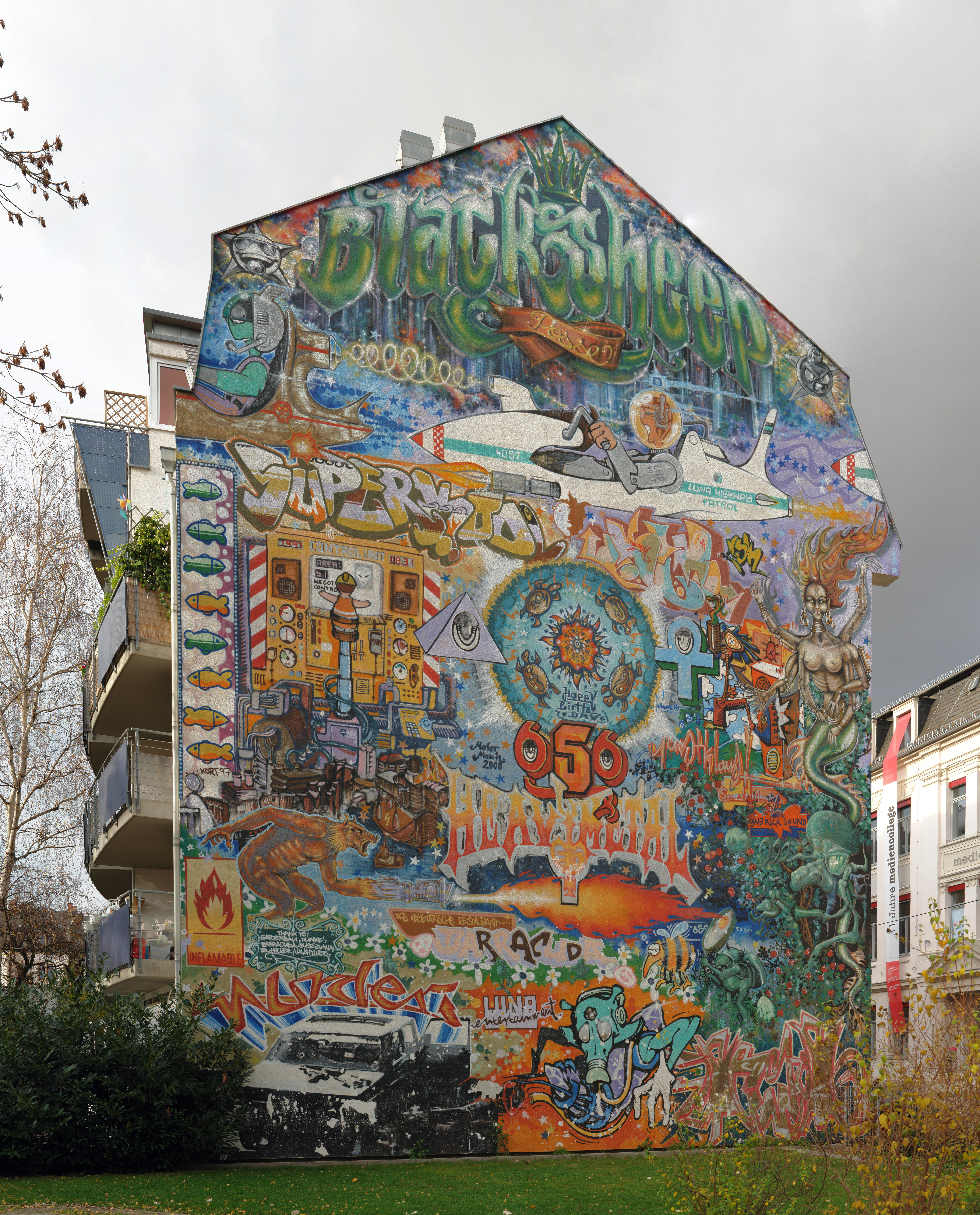
Graffiti in der Dresdner Neustadt Jordanstraße Ecke Forstereistraße

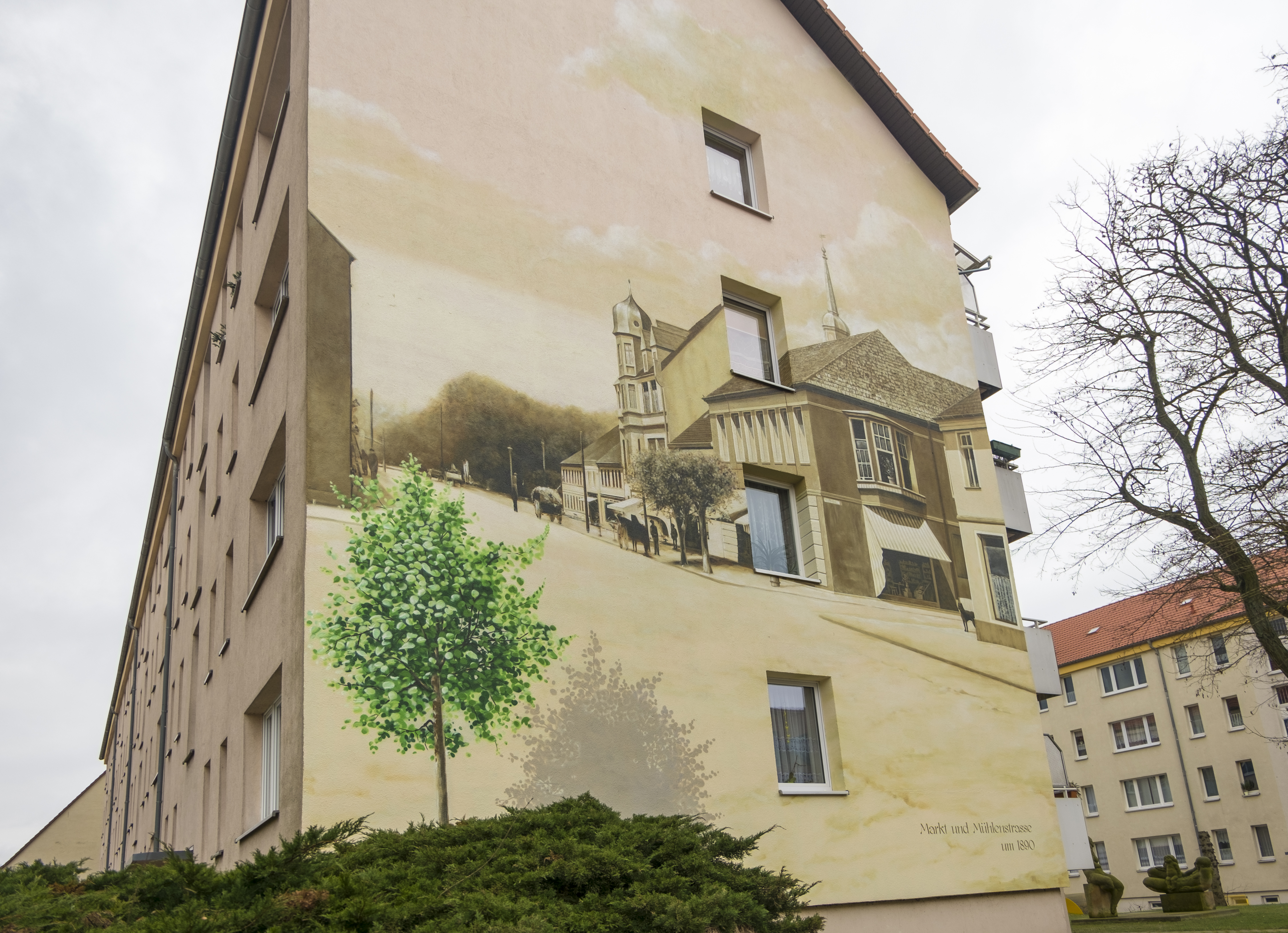
Fassadenmalerei an einem Wohnhaus in Templin, Brandenburg

Mit 600 m² eines der größten Wandbilder in Europa wurde 1968 von den Künstlern Werner Nöfer und Dieter Glasmacher in Hamburg-St. Pauli an der Großen Freiheit gefertigt.
Besonders im Sozialistischen Realismus wurde die Wandmalerei auch in der Moderne für Propaganda genutzt. Auf großer Fläche, etwa in Betriebskantinen oder auf öffentlichen Plätzen, wurden plakative politische Aussagen dargestellt. Politische Botschaften kontroversen Inhalts werden aber in vielen Ländern auch von anonymen Künstlern auf öffentliche oder private Wände gemalt.
Auf Sardinien finden sich, hauptsächlich in Gebirgsdörfern, viele als Murals bezeichnete Wandmalereien. In manchen Dörfern dort, vor allem in Orgosolo, sind die Bildnisse allgegenwärtig. Die ältesten Wandgemälde dort verweisen auf den moderaten Freiheitskampf, den die um ihre Eigenständigkeit bemühten Sarden gegen die Zentralmacht Italien führten. Orgosolo war ein Hauptwiderstandsnest. Neuere Bildnisse kommentieren eher die Weltpolitik, z. B. den 11. September 2001, oder enthalten sogar Werbebotschaften.
Geprägt durch mexikanische Künstler wie David Alfaro Siqueiros hat Pinuccio Sciola 1968 mit der Verwirklichung der ersten Murales in San Sperate begonnen. Der Künstler ist auch bekannt als Bildhauer der Klangsteine.
Berühmt für ihre Murals sind auch die Städte Belfast und Derry in Nordirland. In den dortigen rein katholischen und protestantischen Wohnvierteln kam es immer wieder zu politisch motivierten Unruhen, den sogenannten Troubles. Ereignisse dieser Auseinandersetzungen sind in diesen Murals festgehalten. Berühmt sind ferner die Murals der CitéCréation in Lyon, die inzwischen auf gesonderten Stadtführungen präsentiert werden. Die französische Künstlergruppe CitéCréation hat seit ihrer Gründung 1978 weltweit über 500 Fassadenkunstwerke geschaffen (Stand 2011).
Eine zeitgenössische Form der Wandmalerei sind Graffiti. Großflächig zusammenhängende Werke mit einer über das bloße Taggen hinausgehenden Aussage werden auch mit dem englischen Begriff für Wandmalerei als Murals bezeichnet.

#### Wandmalerei in der heutigen Innenarchitektur
Nach dem Jugendstil verlor die Wandmalerei in der Innenarchitektur an Bedeutung. Bis auf wenige nennenswerte Farbgestaltungen im Rahmen des Bauhauses und durch Le Corbusier und Bruno Taut, bevorzugten die Architekten der klassischen Moderne die Farbe des Materials und bei Wandgestaltungen monochrome, insbesondere helle bis weiße Farben.
Mitte der 1980er war jedoch eine Wiederbelebung der Wandmalerei in der Innenarchitektur festzustellen. Dies war u. a. auf einen einsetzenden Überdruss an der vorhergehenden, als kühl empfundenen minimalistischen Raumgestaltung zurückzuführen, die das Lebensgefühl der 1980er nicht mehr widerspiegelte. Bereits um 1990 konnte man in Deutschland eine erhebliche Zunahme von Wandmalerei und der farbigen Gestaltung von Wänden in der Innenarchitektur feststellen. Dabei unterstützten neuentwickelte und leicht zu verarbeitende Farben, die Künstlern einen unkomplizierten und freien Umgang mit dem Sujet bei maximaler Haltbarkeit ermöglichten, diese Entwicklung. So waren z. B. die feuchtraumgeeigneten Acrylatfarben auch in Schwimmbädern oder den zu dieser Zeit aufkommenden Wellnesslandschaften einsetzbar.
Bedeutender Vertreter dieser neuen Wandmalerbewegung ist der Künstler Graham Rust.
Seit den 1990er Jahren haben sich Malereien als Wanddekorationen in der zeitgenössischen Wohnkultur trotz teils erheblicher Herstellungskosten wieder fest etabliert. Heute gliedert sich die Wandmalerei in verschiedene Bereiche, deren künstlerischer Wert unterschiedlich bewertet wird. Zu unterscheiden sind Illusionsmalereien, ornamentale Wandgestaltungen, Tapetenmalereien oder historisierende Oberflächen, etwa Marmorimitationen und Schabloniertechniken, sowie Sonderformen, zu denen Lichtschachtmalereien zählen, die zum Beispiel auf Sylt verbreitet sind.

## Techniken der Wandmalerei

### Händische Techniken
Es lassen sich grundsätzlich drei Arten von Maltechniken bei der händischen Anfertigung unterscheiden:
- al fresco
- al secco
- Anfertigung im Atelier

#### al fresco

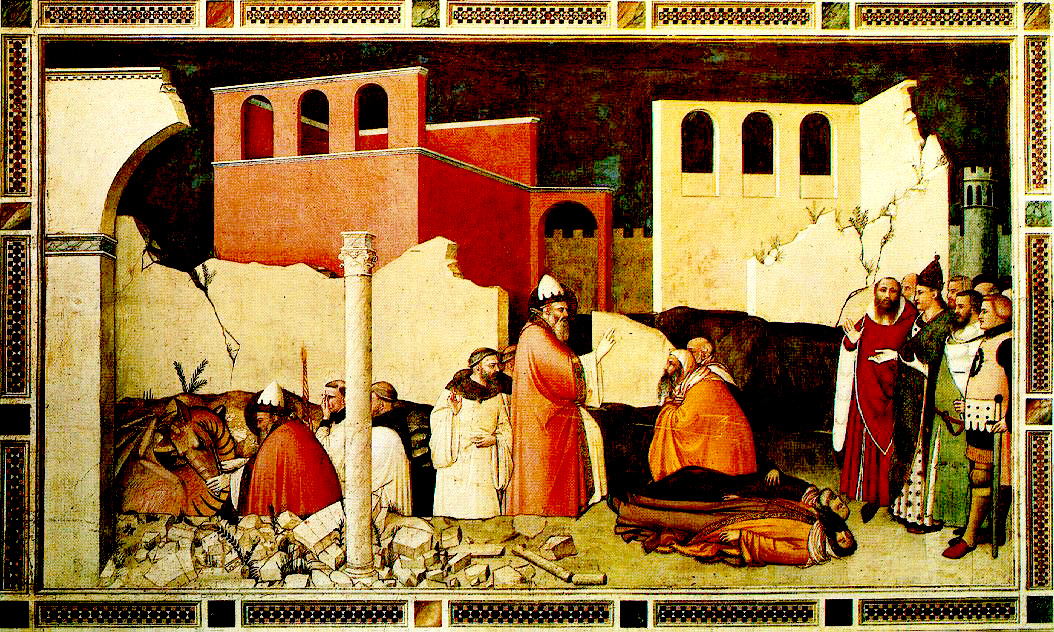
Fresco in der Kirche Santa Croce (Florenz) um 1315–1320

Bei der al Fresko, auch Frischmalerei (it.: al fresco, „affresco“ = ins Frische) genannten Ausführung werden die Farben auf den frischen Putz aufgetragen, wobei sie in einer chemischen Reaktion mit dem Putz verkieseln und sich so unlöslich mit dem Untergrund verbinden. Das fertige Wand- oder Deckenbild wird das Fresko oder die Freske genannt. Der ausführende Künstler wird als Freskenmaler oder Freskant bezeichnet. Diese Technik erforderte schnelle und geübte Maler. Vor dem Malen musste ein Putzer die genau umrissene Fläche, die der Künstler als Tagwerk schaffen wollte, ausputzen. Wenn der Künstler die Arbeit nicht schaffte, musste der überschüssige Putz am nächsten Tag wieder abgeklopft und neu aufgetragen werden.
Fresken sind sehr haltbar. Die Palette der Pigmente ist jedoch reduziert, weil man nur mit alkalibeständigen Farben malen kann. Auch Stoffe, die mit Kalk und anderen im Putz reagierenden Substanzen reagieren, kommen nicht in Frage.
Die Freskotechnik wird heute kaum noch an den gängigen Kunsthochschulen unterrichtet. Daher besuchen Interessierte Kurse bei privaten Dozenten. In Italien gibt es die Freskoschule von Leonetto Tintori in der Toskana und die Bottega Dell' Affresco von Patrizia Gioia in Rom.

#### al secco

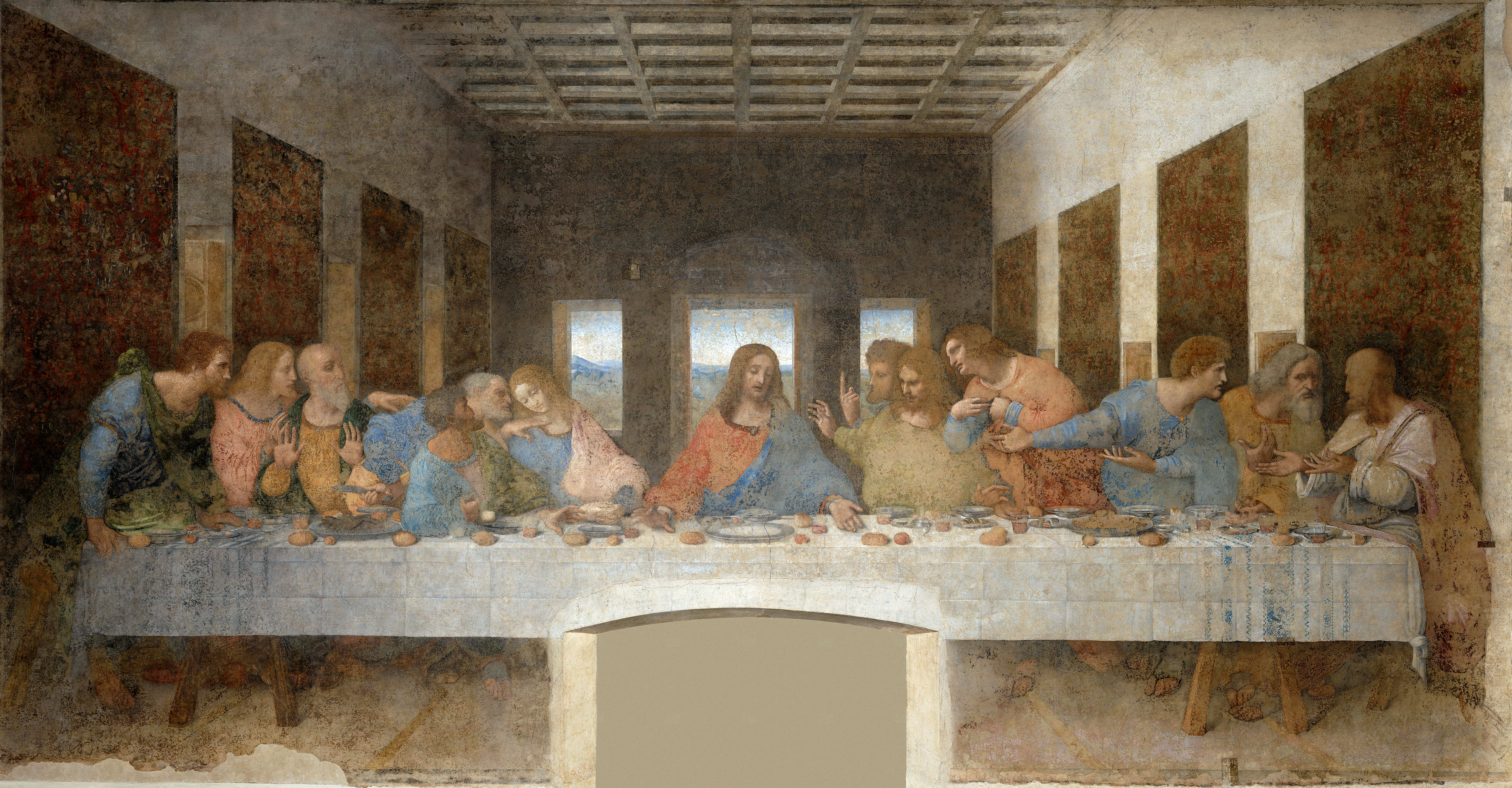
Das wohl berühmteste Secco-Gemälde, Leonardo da Vincis Abendmahl

Bei der Seccomalerei, auch Trockenmalerei von italienisch al secco (aufs Trockene) genannten Ausführung werden die Farben nicht auf den frischen, noch feuchten Kalkputz, sondern auf das schon trockene Mauerwerk aufgebracht. Für Bilder dieser Technik kann sich ein Künstler mehr Zeit lassen.
Es kann jedoch Probleme mit der Haltbarkeit geben, da sich die Farben nicht so innig mit der Wand wie beim Fresco verbinden. In der heutigen Praxis werden zum einen Mineralfarben verwendet. Deren Pigmente binden sich ähnlich wie beim Fresco durch einen chemischen Prozess eng mit dem Putz. Bei der keimschen Technik bewirkt dies das in der Mineralfarbe enthaltene Kaliwasserglas. Es reagiert mit dem Grund zu einer stabilen Silikatschicht. Zum anderen werden wasserlösliche Acrylfarben verwendet.

#### Anfertigung im Atelier
Bei dieser Ausführungsmethode wird nicht nur der Entwurf und die Schablonen oder andere Vorlagen für das Wandbild im Atelier des Künstlers angefertigt, sondern auch das eigentliche Werk selbst. Dies wird mit Öl-, Tempera- oder Acrylfarben auf eine den architektonischen Verhältnissen des Anbringungsortes angepasste Leinwand gemalt, die dann vor Ort aufgeklebt oder mit Hilfe eines Rahmens aufgespannt wird. Diese Methode wurde auch bereits in früheren Zeiten wegen der anstrengenden „Über Kopf“-Arbeit besonders bei der Ausführung von Deckenbildern angewandt.

### Drucktechniken

#### Holzmodeldruck

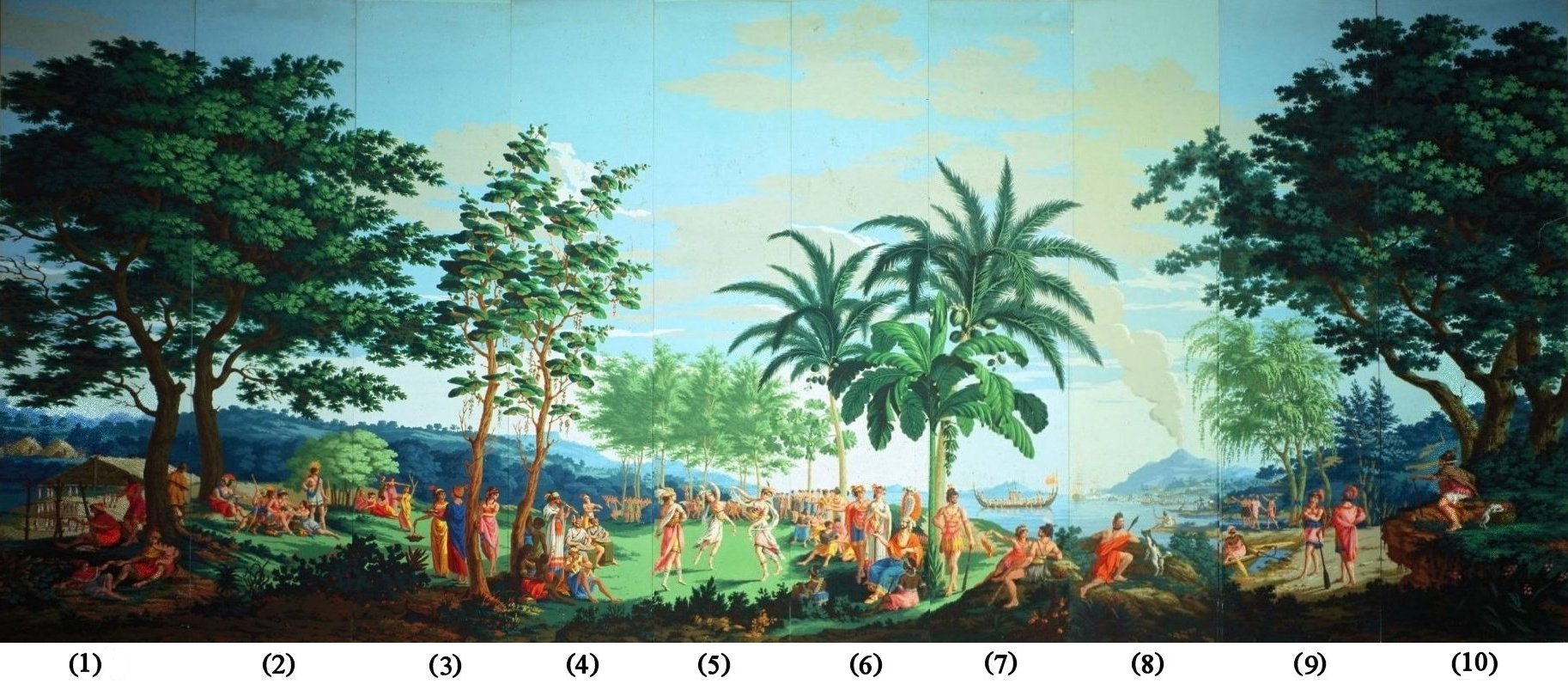
Holzmodeldruck: Les Sauvages de la mer Pacifique, Bahnen 1–10 von insgesamt 20

Bei dem heute nur noch sehr selten ausgeführten Holzmodel-Druck werden mit einer Vielzahl – bis zu einigen tausend bei größeren Panoramen – von gravierten Holzmodeln die einzelnen Bildmotive auf Papierbahnen gedruckt, wobei zusammenhängende Panoramabilder bis zu einer Breite von 20 Metern möglich waren. Diese Technik wurde von Manufakturen wie Zuber et Cie oder Dufour et Cie zur Herstellung von Panoramatapeten eingesetzt, um eine Alternative zu den Originalfresken zu bieten und diese Dekorationsform einem größeren Publikum zugänglich zu machen. Die Firma Zuber et Cie aus dem elsässischen Rixheim ist nach ihren Angaben die weltweit einzige Firma, die bis heute unverändert Holzmodeldrucke herstellt und vertreibt.
Eines der berühmtesten Panoramen aus der Hochzeit dieser Wandbilder am Anfang des 19. Jahrhunderts war das aus 20 Bahnen bestehende und von dem Künstler Jean-Gabriel Charvet für Dufour et Cie entworfene Sauvages de la Mer du Pacifique, das die damals gerade stattgefundenen und daher sehr populären Erkundungsreisen Captain Cooks in die Südsee illustrierte. Ein anderes sehr bekanntes Motiv ist das 1834 von Zuber et Cie auf den Markt gebrachte “du Vue de l'Amérique Nord”, von dem sich eine Ausführung noch heute im Diplomatischen Empfangsraum des Weißen Hauses in Washington befindet.

#### Digitale Techniken

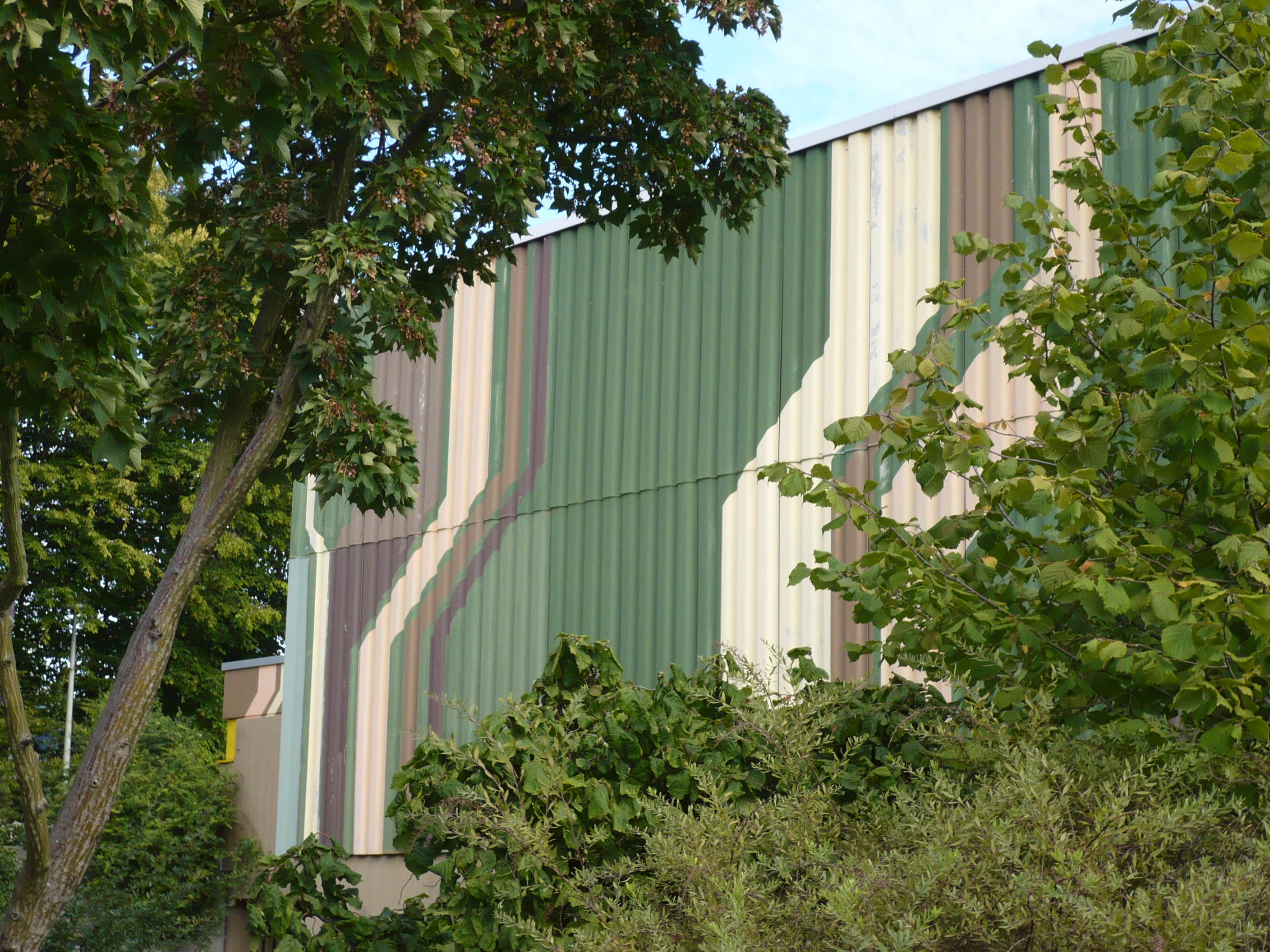
Moderne Wandmalerei (von Wolfgang Trust), Bienwaldhalle Wörth am Rhein

Mit der Entwicklung der digitalen Drucktechnik, mit der Bilder in fugen- und ansatzloser Wandgröße hergestellt werden können, eröffneten sich neue Möglichkeiten für eine kosten- und zeitsparende Alternative für die Herstellung von Wandbildern. So können beispielsweise vorhandene Motive gescannt oder abfotografiert und in nahezu Originalqualität reproduziert werden.
Weitere Anwendungen ergeben sich für die bildnerische Gestaltung von Plakatwänden, die vor Aufkommen der digitalen Drucktechnik ebenfalls von Hand auf Leinwände gemalt wurden, oder im Foliendruck (Wandtattoo). Die digitale Drucktechnik hat außerdem neue Herstellungsverfahren für Tapeten ermöglicht (beispielsweise Tiefdrucktapeten mit dreidimensionaler Struktur), die auch deren individuelle Gestaltung erlauben.
Aufgrund der hohen Auflösung neuer Drucker weisen gedruckte Wandbilder fast keinen Unterschied in Auflösung und Farbechtheit zu im Künstleratelier auf Leinwand gemalten und dann vor Ort auf die Wand aufgebrachten Wandbildern auf. Mithilfe spezieller Drucktechniken lässt sich in manchen Fällen sogar die Rautiefe von handgemalten Bildern imitieren.